# The Undertaker
The Undertaker, pseudonimo di Mark William Calaway (Houston, 24 marzo 1965), è un ex wrestler statunitense.
Considerato uno dei più grandi wrestler di tutti i tempi, nonché una delle più grandi leggende nella storia della WWE, nel 2012 è stato classificato al secondo posto tra «i 50 migliori wrestler della storia» dal sito web IGN , mentre nel 2013 il portale Digital Spy lo ha riconosciuto come «la più grande superstar ad aver mai combattuto in WWE», federazione di cui è stato l'atleta più longevo, essendo stato sotto contratto per 30 anni (dal 1990 al 2020).
Calaway ha iniziato la sua carriera nel mondo del wrestling professionistico nel 1987 con la World Class Championship Wrestling, dove ha vinto una volta il WCWA Texas Heavyweight Championship; l'anno successivo è passato alla Continental Wrestling Association, poi nota come United States Wrestling Association, dove ha lottato usando diverse gimmick e ha conquistato l'USWA Unified World Heavyweight Championship. Dopo aver militato per un breve periodo nella World Championship Wrestling con il ring name Mark Callous, nel 1990 ha firmato un contratto per la World Wrestling Federation e ha debuttato a Survivor Series con la gimmick di The Undertaker, un macabro becchino che terrorizzava gli avversari attraverso tattiche intimidatorie e collegamenti con il soprannaturale; secondo la kayfabe, egli è il fratellastro di Kane, con il quale ha alternato diverse faide ed alleanze nel tag team noto come The Brothers of Destruction. Dopo aver sconfitto Hulk Hogan per il WWF Championship nel 1991, fatto che lo ha reso il più giovane campione mondiale dell'epoca, Undertaker è diventato il punto focale di molte storyline e match tra i più importanti nella storia della federazione.
Il suo più celebrato e rinomato riconoscimento è la Streak, un record senza precedenti di ventuno vittorie consecutive a WrestleMania il più importante evento in pay-per-view della WWE, dove ha lottato nel main event delle edizioni XIII, XXIV, XXVI XXXIII e XXXVI, mentre ha subìto la sua prima sconfitta a WrestleMania XXX contro Brock Lesnar. In seguito è stato inserito dalla compagnia stessa al primo posto in numerose classifiche tra cui: miglior match dell'anno 2010 (contro Shawn Michaels a WrestleMania XXVI) e 2011 (contro Triple H a WrestleMania XXVII), miglior lottatore negli Hell in a Cell match, superstar più spaventosa di sempre, miglior action figure di sempre, miglior big man nella storia del wrestling, miglior combinazione di sempre manager-wrestler (con Paul Bearer), "miglior match da vedere prima di morire" (contro Shawn Michaels a WrestleMania XXV), miglior performer di sempre a WrestleMania e miglior match nella storia di WrestleMania (contro Shawn Michaels nell'edizione XXV). Il proprietario della federazione Vince McMahon e il collega Mark Henry lo hanno descritto come la loro superstar preferita, mentre Big Show lo ha definito "il più grande wrestler di tutti i tempi". Oltre a essere apparso in numerose copertine di videogiochi targati WWE, nel 2011 gli è stato dedicato un fumetto dal titolo Undertaker: Timequake dove appare insieme a Rey Mysterio. Nel 2014 l'azienda di videogiochi 2K Games, produttrice di WWE 2K14, gli ha dedicato un'edizione speciale rinominata Phenom Edition.
È un sette volte campione del mondo, avendo detenuto quattro volte il WWF/E Championship e tre volte il World Heavyweight Championship, oltre che il terzo per numero di presenze (174) e primatista per numero di vittorie (107) in eventi in pay-per-view WWF/E. È stato il vincitore dell'edizione 2007 del Royal Rumble match, grazie al quale è divenuto il primo wrestler nella storia a vincere il match come ultimo partecipante.

## Biografia
Nato a Houston, nel Texas, da Betty Catherine Truby (1932) e da Frank Compton Calaway (1926–2003), Mark è l'ultimo di cinque fratelli: David, Michael, Paul e Timothy. Si è diplomato alla Waltrip High School nel 1983, dove ha anche fatto parte della squadra di pallacanestro, senza ottenere però successo.

## Carriera

### Circuito indipendente (1987–1989)
La sua carriera nel mondo del wrestling iniziò nel 1987, allenandosi e lottando al Dallas Sportatorium di Dallas, lavorando per la World Class Championship Wrestling di Fritz Von Erich con il ring name Texas Red.
Successivamente lavorò per la United States Wrestling Association, dove vinse il 1º aprile 1989 l'USWA Unified World Heavyweight Championship sconfiggendo Jerry Lawler e sempre nello stesso anno il 5 ottobre vinse l'USWA Texas Heavyweight Championship prima di firmare per la World Championship Wrestling nel 1989. In questo periodo adottò diverse gimmick: "The Commando", "Dice Morgan" e "The Master of Pain".

### World Championship Wrestling (1989–1990)
I primi successi per Calaway arrivarono durante il periodo trascorso nella Jim Crockett Promotions, federazione appartenente alla National Wrestling Alliance. In questo periodo adottò il ring name "Mean" Mark Callous, lottando insieme a "Dangerous" Dan Spivey formando un tag team chiamato "The Skyscrapers". Il suo debutto nella WCW avvenne a Clash of the Champions IX: New York Knockout il 15 novembre 1989 alla Houston Field House in Troy, New York, durante un tag team match tra gli Steiner Brothers e gli Skyscrapers vinto dai primi per squalifica, mentre il suo match più importante nella WCW fu contro Lex Luger con in palio l'NWA United States Championship nell'edizione del 1990 dell'evento annuale The Great American Bash, che terminò con una sconfitta.
Alla fine del 1990, la WCW non rinnovò il suo contratto e Calaway firmò per la World Wrestling Federation di proprietà di Vince McMahon.

### World Wrestling Federation/Entertainment (1990–2020)

#### WWF Championship (1990–1991)

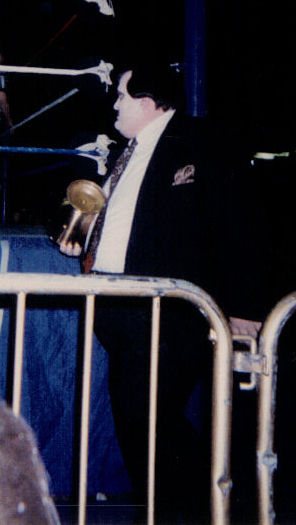
Paul Bearer con l'urna del potere da cui Undertaker traeva la sua forza

Calaway debuttò nella WWF con il ring name Kane the Undertaker, il 19 novembre del 1990, in occasione delle registrazioni di Superstars of Wrestling. Quella puntata del 19 novembre fu però mandata in onda circa un mese più tardi: ciò fa sì che la quasi totalità dei fan faccia risalire il debutto di Undertaker a Survivor Series. A Survivor Series avvenne il debutto televisivo ufficiale, quando Ted DiBiase introdusse The Undertaker come il misterioso quarto membro del Million Dollar Team. La gimmick di Calaway, che era accompagnato dal manager Brother Love, dominò l'incontro utilizzando le sue mosse caratteristiche tra cui la Tombstone Piledriver ed eliminando in pochi minuti Koko B. Ware e Dusty Rhodes.
Undertaker successivamente abbandonò Brother Love e trovò un nuovo manager nella persona di Paul Bearer. Fu con il personaggio "misterioso" di Paul Bearer che le caratteristiche dell'Undertaker divennero via via sempre più soprannaturali. Con questo cambio iniziò l'ascesa ai vertici della WWF. Nel marzo 1991 a WrestleMania VII, al debutto nel pay-per-view più importante dell'anno, The Undertaker sconfisse "Superfly" Jimmy Snuka, ottenendo un'importante e decisiva vittoria. The Undertaker sfidò poi The Ultimate Warrior; in un famoso "Funeral Parlour", chiuse Warrior in una bara. La rivalità, considerata una delle più belle della storia della WWF, fu nominata "Feud of the Year" ("faida dell'anno") dal Pro Wrestling Illustrated. Warrior uscì in tutti gli incontri vittorioso per schienamento o per squalifica, ma subì il tradimento dell'amico Jake "The Snake" Roberts che si alleò con Undertaker.
Verso la fine del 1991, dopo una lunga serie di vittorie, il presidente della WWF Jack Tunney decise che era giunto il momento di premiare Undertaker inserendolo come primo sfidante per il WWF Championship detenuto da Hulk Hogan. I due si sfidarono a Survivor Series: nel "Gravest Challenge" Undertaker sconfisse Hogan grazie all'aiuto di Ric Flair, dopo che quest'ultimo posizionò una sedia sul ring e The Undertaker vi eseguì la Tombstone Piledriver; l'arbitro non si accorse di nulla e Undertaker vinse, conquistando il suo primo WWF Championship. Appena una settimana dopo, il 3 dicembre a This Tuesday in Texas, il titolo gli venne sottratto dallo stesso Hogan, che lo sconfisse accecandolo con la cenere contenuta nell'urna di Paul Bearer. Dopo un nuovo finale controverso, il 4 dicembre, Jack Tunney decise di rendere il titolo vacante e di assegnarlo al vincitore della Royal Rumble.

#### Varie faide (1992–1996)
Agli inizi del 1992 The Undertaker effettuò un turn face ("buono") e iniziò una faida contro l'ex amico Jake Roberts, reo di aver attaccato The Undertaker in un famoso Funeral Parlour chiudendo la mano del becchino in una bara e colpendolo ripetutamente con la sedia. Undertaker e Roberts si affrontarono dunque il 5 aprile 1992, a WrestleMania VIII, dove Taker dopo aver resistito a due DDT, riuscì a stendere il rivale con la sua micidiale Tombestone fuori dal ring. Nel 1992 si scontrò diverse volte con Kamala che affrontò per la prima volta in pay-per-view a SummerSlam, match vinto per squalifica; la stessa cosa accadde a Survivor Series, dove questa volta si affrontarono in una nuova tipologia di match, il casket match, dove Undertaker trionfò nuovamente. Dopo aver avuto faide di scarso rilievo fino alla fine del '92, nel gennaio 1993 The Undertaker partecipò alla Royal Rumble, ma fu attaccato da un wrestler alto più di 2 metri e 32 che stava debuttando nella WWF, cioè Giant González, che lo eliminò a sorpresa dalla contesa. Undertaker, per vendicarsi del torto subìto, lo sfidò a WrestleMania IX, sconfiggendolo per squalifica: infatti, González lo attaccò con un panno imbevuto di cloroformio riuscendo ad addormentarlo; tuttavia, dopo essere stato portato via in stato di semi incoscienza, Undertaker fece il suo ritorno sul ring e riuscì a buttare fuori dal ring il rivale. La faida si concluse a SummerSlam in un "rest in peace" match vinto nuovamente da The Undertaker.
Nel 1994 si scontrò più volte con Yokozuna, che allora deteneva il WWF Championship: ciò portò a un Casket match valido per il titolo alla Royal Rumble, dove Yokozuna vinse grazie all'intervento di altri dieci wrestler; Calaway si prese quindi un periodo di pausa per recuperare da alcuni infortuni e per passare un po' di tempo con la sua famiglia. Tornò nell'estate del 1994 a SummerSlam con una nuova versione del suo personaggio, rappresentato ora da colori freddi e sostituendo il grigio con il viola. The Undertaker sconfisse un suo clone, interpretato da Brian Lee e guidato da Ted DiBiase. A detta di molti, questo match fu ritenuto terribile per lo spettacolo offerto e Vince McMahon licenziò Lee la notte stessa. Undertaker finì quindi la faida con Yokozuna a Survivor Series, dove lo sconfisse in un altro casket match; per evitare intromissioni durante il match, Undertaker si avvalse dell'aiuto di Chuck Norris come special enforcer.
Nel 1995 The Undertaker ebbe le rivalità più interessanti con Kama Mustafa, Goldust, King Mabel, Mankind e con King Kong Bundy. Con quest'ultimo Undertaker ebbe una piccola rivalità dato che Bundy, su ordine di Ted DiBiase, lo aveva attaccato alle spalle e gli aveva rubato l'urna. Il loro match si svolse il 2 aprile del 1995 a WrestleMania XI, dove Undertaker sconfisse Bundy ma non riuscì a reimpossessarsi della sua urna, che verrà recuperata solo alla fine di quell'anno.
Nel 1996, dopo aver concluso la faida con King Mabel, ebbe prima un incontro per il titolo del mondo contro il campione Bret Hart a Royal Rumble, poi una breve faida con Diesel terminata a WrestleMania XII con la vittoria di Undertaker. Dopo aver sconfitto Diesel, iniziò un'accesa rivalità con Mankind, che portò all'invenzione del Boiler Room Brawl match a SummerSlam; quest'ultimo match venne perso da Undertaker a causa del tradimento di Paul Bearer, che si schierò al fianco di Mankind. La rivalità tra i due wrestler culminò a In Your House 11: Buried Alive, dove si disputò il primo buried alive match della storia, che si concluse con la vittoria di Undertaker, che dopo il match, attaccato da diversi wrestler, venne seppellito.
The Undertaker rimase per un po' fuori dalle scene, per poi tornare a Survivor Series con un ulteriore match contro Mankind: si presentò con un nuovo look diventando "Lord of Darkness"; questo suo nuovo personaggio era caratterizzato da un vestito fatto di pelle e la comparsa dei suoi "superpoteri". Undertaker sconfisse nuovamente Mankind, ma non riuscì ad attaccare Paul Bearer a causa dell'intervento di The Executioner. A In Your House 12: It's Time The Undertaker sconfisse The Executioner, ponendo così fine alla rivalità.

#### Lord of Darkness (1997–1998)

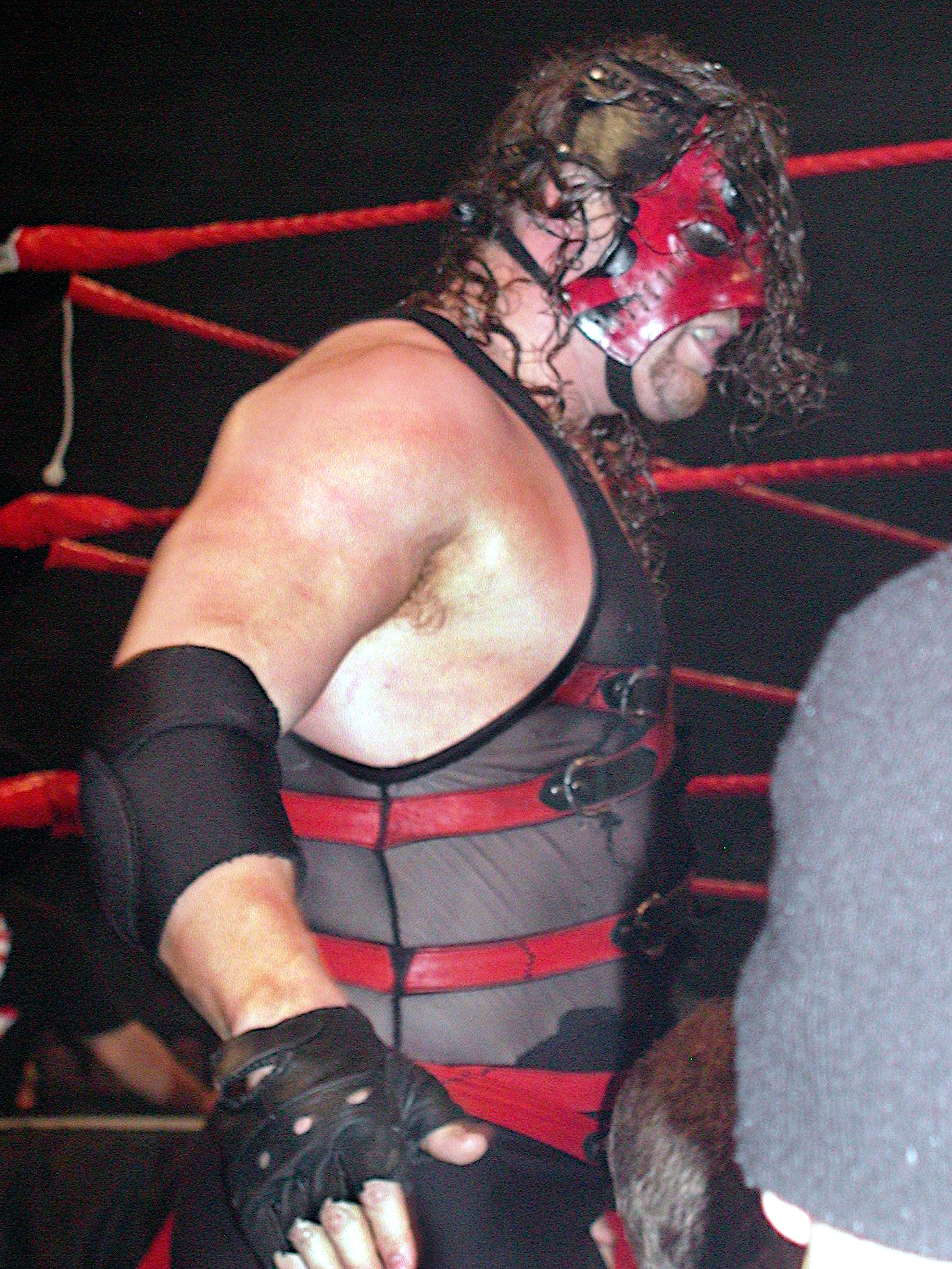
Kane, fratellastro di Undertaker secondo la kayfabe

A WrestleMania 13, Undertaker vinse il suo secondo WWF Championship sconfiggendo Sycho Sid. Dopo questa vittoria, tornò sulle scene il suo manager Paul Bearer, che riusciva a controllare The Undertaker usando la parola "fuoco". Successivamente, Bearer rivelò che The Undertaker bruciò la casa dove abitava la sua famiglia, uccidendo tutti ad eccezione di suo fratello (rivelatosi in seguito essere il fratellastro), ancora vivo, che aveva aspettato di vendicarsi per tutti questi anni; Undertaker si difese dicendo che non fu colpa sua. Nel frattempo difese con successo il titolo contro diversi wrestler, tra cui Mankind a In Your House 14: Revenge of the 'Taker, Steve Austin a In Your House 15: A Cold Day in Hell, Faarooq a King of the Ring, Vader a In Your House 16: Canadian Stampede e Bret Hart, fino a SummerSlam, dove perse il titolo in seguito ad un colpo accidentale dello special guest referee Shawn Michaels, consegnando così il titolo allo stesso Hart. Ciò portò al primo Hell in a Cell match a In Your House 17: Badd Blood, tra The Undertaker e Michaels, dove ci fu anche il debutto di Kane, rivelatosi essere il fratellastro di The Undertaker (kayfabe), che arrivò sul ring accompagnato da Bearer ed entrò nella gabbia, dove colpì Undertaker con una Tombstone Piledriver facendo vincere il match a Michaels.

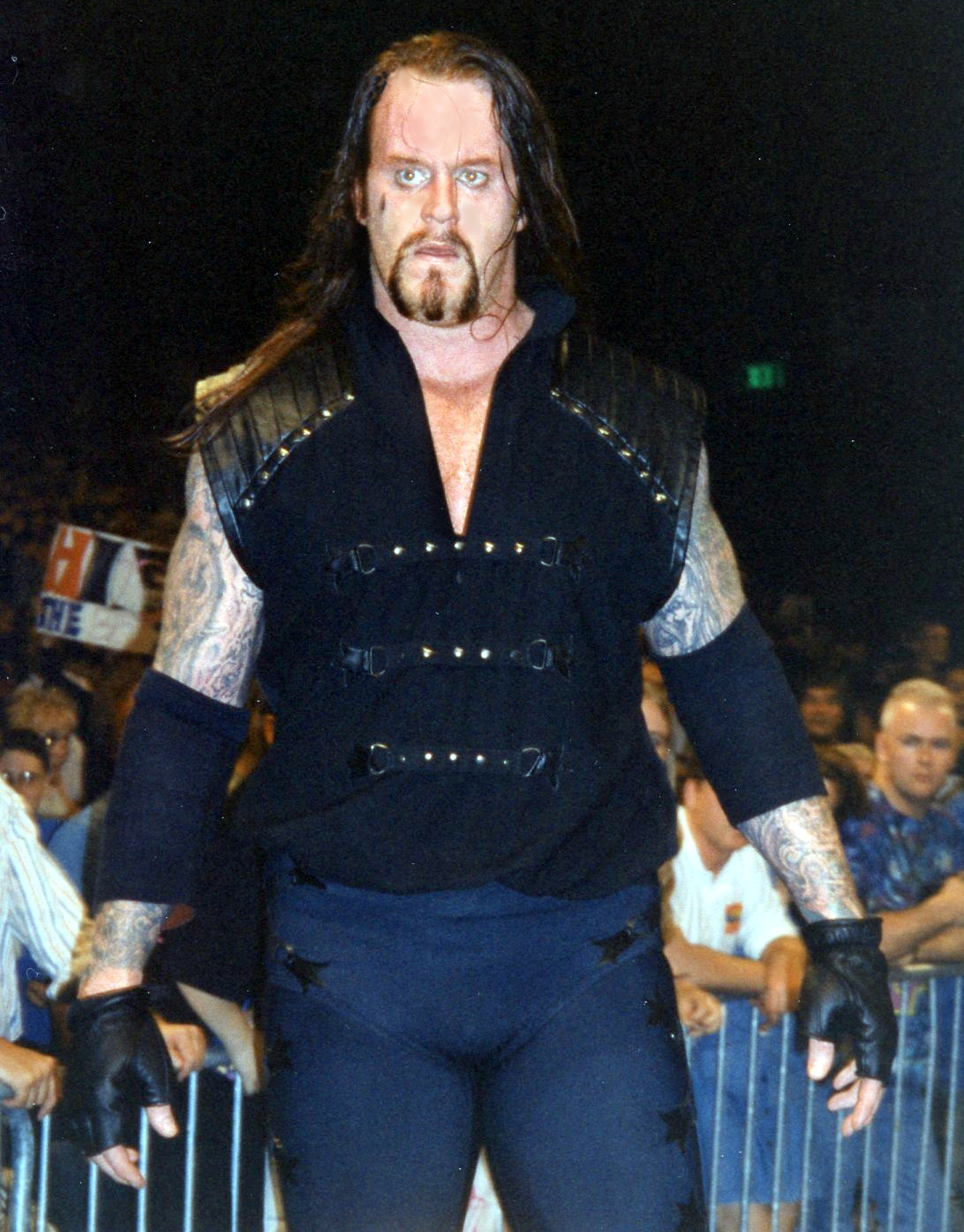
Undertaker nel 1997 durante l'evento One Night Only

Kane fece successivamente vincere Michaels (divenuto WWF Champion in seguito dello Screwjob di Montréal) anche in un Casket match alla Royal Rumble, rinchiudendo Undertaker dentro la bara e bruciando la bara stessa. Inizialmente restio a combattere contro il fratellastro, Undertaker accettò la sfida dopo diversi attacchi di Kane: a WrestleMania XIV, i due si affrontarono e Undertaker vinse il match dopo aver eseguito tre Tombstone Piledriver. Kane perse anche a Unforgiven: In Your House in un Inferno match, dove per vincere si doveva incendiare l'avversario, visto che il ring era contornato dal fuoco. Dopo il pay-per-view, Calaway si prese un mese circa di riposo per recuperare da alcuni lievi infortuni.
Undertaker fece il suo ritorno nel mese di giugno a Raw Is War pretendendo un'opportunità titolata per il WWF Championship detenuto in quel momento da Steve Austin; tuttavia, Mr. McMahon sancì un match per decretare il primo sfidante tra lui e Kane, nel quale Undertaker perse a causa dell'interferenza di Mankind. Ciò rianimò la faida fra i due, che culminò in un Hell in a Cell match a King of the Ring: questo match passò alla storia del mondo del wrestling come uno dei più brutali e violenti, poiché Undertaker per due volte scaraventò giù Mankind dalla sommità della gabbia facendogli quasi perdere i sensi; nonostante ciò, Mankind rifiutò di abbandonare il match, che Undertaker vinse dopo aver eseguito una Chokeslam su delle puntine da disegno ed una Tombstone Piledriver. Quella stessa sera, Undertaker interferì nel First Blood match tra Kane e Steve Austin, valido per il titolo mondiale, causando la sconfitta di quest'ultimo e passando ufficialmente dalla parte degli heel; in realtà Undertaker non volle che Kane si desse alle fiamme nel caso avesse perso il match e così lo aiutò; tuttavia, la notte successiva a Raw Is War, assistette alla sua sconfitta e cercò di riappacificarsi con Austin, che però lo stese con una Stunner. A causa di ciò, Undertaker cominciò ad interferire in diversi match attaccando i wrestler coinvolti fino a quando non ottenne un match per il WWF Championship contro Steve Austin a SummerSlam.
Nelle settimane precedenti all'incontro, i due formarono un tag team per affrontare i detentori del WWF Tag Team Championship Kane e Mankind: a Fully Loaded: In Your House, The Undertaker e Steve Austin vinsero il WWF Tag Team Championship, ma la tensione tra i due rimase molto alta; infatti, due settimane dopo a Raw Is War, persero il titolo in una rivincita contro gli ex campioni dopo che Undertaker perse volontariamente dopo aver subìto una Chokeslam from Hell da Kane. Undertaker e Steve Austin si affrontarono a SummerSlam in un match vinto da quest'ultimo. The Undertaker, nel frattempo, si riappacificò col fratello Kane e partecipò a Breakdown: In Your House in un triple threat match per il WWF Championship che includeva anche Steve Austin; i due fratellastri schienarono contemporaneamente Austin e il titolo venne dichiarato vacante. A Judgment Day: In Your House, Undertaker e Kane si affrontarono ancora una volta in un match per il vacante WWF Championship con Steve Austin come arbitro speciale: il match si concluse in no contest dopo che Austin li mise K.O. mantenendo vacante il titolo. La faida tra The Undertaker e Steve Austin ricominciò e Undertaker tentò addirittura di imbalsamare Austin vivo. I due si affrontarono in un Buried Alive match a Rock Bottom: In Your House, dove Taker perse per un intervento decisivo di Kane, per poi scomparire per alcune settimane in modo da riprendersi da alcuni infortuni.

#### Ministry of Darkness (1998–1999)
Dopo aver costruito il suo secondo turn heel nell'ultima parte del 1998, The Undertaker introdusse una versione aggiornata del suo personaggio da "Deadman", nel gennaio del 1999, diventando un sacerdote oscuro che guidava una stable conosciuta come "The Ministry of Darkness". In questa forma divenne molto più malvagio, con una presenza satanica, più di quanto lo sia mai stato. Affermò spesso di prendere ordini da un "potere superiore"; apparve inoltre incappucciato con un abito nero ed era solito sedersi su un trono che era specificatamente progettato con il simbolo del suo personaggio. Con l'aiuto dei suoi tirapiedi compiva spesso dei sacrifici sui wrestler della WWF, usando vari incantesimi e formule magiche con l'intento di tirarne fuori il lato oscuro così da poterli reclutare nel suo Ministry. Il completo "Ministry of Darkness" era composto dal Brood, gli Acolytes, Mideon e Viscera. Tuttavia, Calaway non lottò per un certo periodo a causa di un infortunio all'anca. Come parte dell'angle, Undertaker espresse il desiderio di prendere il controllo della World Wrestling Federation, rimpiazzando il proprietario Vince McMahon. Queste ambizioni culminarono in una rivalità tra il Ministry e la Corporation, portando a un match tra Undertaker e l'enforcer della Corporation, Big Boss Man: i due si affrontarono in un Hell in a Cell match a WrestleMania XV, dove Undertaker vinse. A Backlash: In Your House, Undertaker sconfisse un altro membro della Corporation, Ken Shamrock, dopo l'interferenza di Bradshaw.
The Undertaker successivamente rapì Stephanie McMahon, costringendo un riluttante Mr. McMahon ad allearsi con la sua nemesi di lunga data, Steve Austin. The Undertaker tentò di sposare Stephanie in un matrimonio nero condotto da Paul Bearer, ma Austin riuscì a salvarla. Al pay-per-view Over the Edge, Undertaker sconfisse Austin e vinse il suo terzo WWF Championship grazie all'aiuto di Shane McMahon, l'arbitro speciale. Il Ministry si unì poi alla Corporation di Shane McMahon formando il Corporate Ministry. The Undertaker rivelò poi che il "potere superiore" era rappresentato da Vince McMahon sin dall'inizio. Dopo che Undertaker perse il WWF Championship contro Austin nella puntata di Raw Is War successiva a King of the Ring (dove sconfisse The Rock) e dopo un'ulteriore sconfitta contro di lui in un First Blood match a Fully Loaded, la sua relazione con i McMahon si dissolse e il Corporate Ministry si sciolse.
The Undertaker formò successivamente un tag team con Big Show noto come "The Unholy Alliance", detenendo il WWF Tag Team Championship in due occasioni. Dopo la loro vittoria a SummerSlam, Undertaker soffrì di uno strappo all'inguine ed è stato visto zoppicante in diversi match. Non lottò nelle settimane seguenti e invece ordinò tirannicamente a Big Show di combattere tutte le sue battaglie e di esaudire tutti i suoi desideri. Per compensare alla mancanza di azione fisica, Undertaker divenne più loquace al microfono, facendo spesso dei commenti sarcastici e commentando i match al tavolo dei commentatori. In un angle che ebbe luogo nel settembre del 1999 a SmackDown!, Mr. McMahon minacciò di rimuoverlo dal main event di Unforgiven se avesse rifiutato di combattere un Casket match contro Triple H, ma Undertaker replicò dicendo che non gli importava e che forse non avrebbe preso parte più a nulla, andandosene della WWF; in realtà, Calaway si prese una pausa per guarire dall'infortunio all'inguine. Tuttavia, mentre recuperava dall'infortunio si strappò un pettorale, costringendolo ad uno stop di quasi otto mesi. Inoltre, mentre si riprendeva dagli infortuni, la World Championship Wrestling gli offrì un contratto, ma Calaway declinò l'offerta.

#### American Bad Ass/Big Evil (2000–2003)

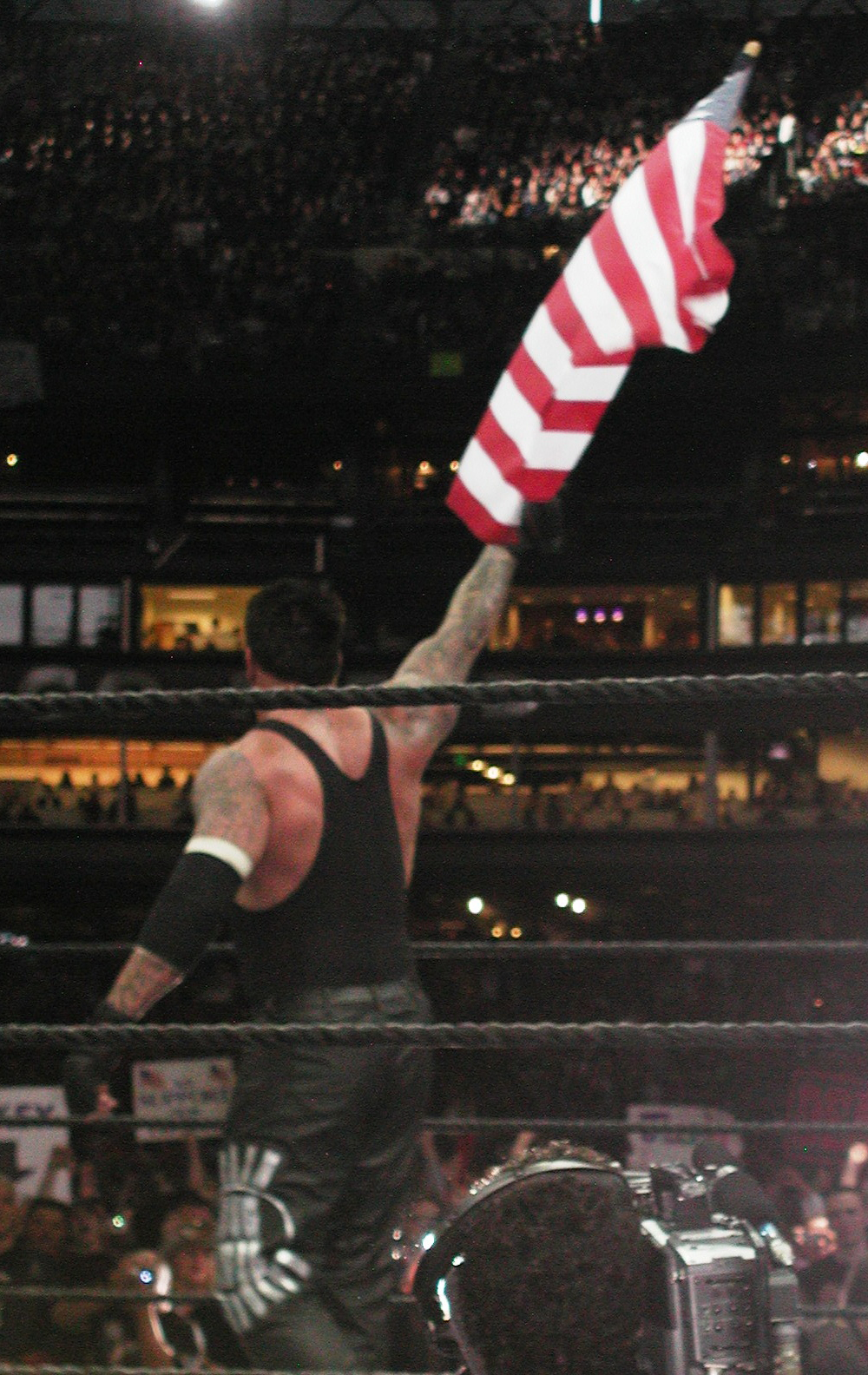
Undertaker come American Bad Ass a WrestleMania XIX

Undertaker ritornò il 21 maggio 2000, a Judgment Day: in questa occasione abbandonò la gimmick da becchino per diventare un biker, accompagnato, come musica d'ingresso, dalla canzone di Kid Rock American Bad Ass. Durante l'Iron Man match tra The Rock e Triple H irruppe nell'arena effettuando una Chokeslam a tutti gli heel presenti sul ring, così facendo però causò la squalifica e la perdita del titolo per The Rock. A King of the Ring, Undertaker lottò con The Rock e Kane contro Shane, Vince McMahon e Triple H, ma ad eseguire lo schienamento vincente e a vincere il titolo fu The Rock. A Fully Loaded, The Undertaker sconfisse Kurt Angle mentre a SummerSlam affrontò Kane in un match terminato in no contest, riuscendo tuttavia a strappargli la maschera. Undertaker successivamente sfidò Kurt Angle per il WWF Championship a Survivor Series, ma venne sconfitto dopo che Angle si scambiò con il fratello Eric; Undertaker domandò e ottenne un posto nel six-man Hell in a Cell match per il WWF Championship al pay-per-view Armageddon: Undertaker aveva promesso di rendere qualcuno "famoso" e, pur non riuscendo a conquistare il titolo, lo fece quando lanciò Rikishi dal tetto della gabbia con una Chokeslam.
Undertaker formò successivamente un tag team con The Rock e insieme conquistarono il WWF Tag Team Championship in una puntata di Raw contro Edge e Christian, ma li persero poco più tardi, il 21 dicembre a SmackDownǃ, in una rivincita contro gli ex campioni. Nel 2001, Undertaker riformò i Brothers of Destruction con Kane, ma a No Way Out non riuscì a conquistare il titolo di coppia nel Tables match contro Edge e Christian e i Dudley Boyz (usciti vincitori). Undertaker iniziò una faida con Triple H e lo sconfisse a WrestleMania X-Seven in un No Holds Barred match. Vinti i titoli di coppia contro Edge e Christian e ripersi contro il Power Trip, Undertaker non riuscì a conquistare il WWF Championship. Successivamente scoprì che Diamond Dallas Page seguiva sua moglie Sara e lo sfidò a King of the Ring, mettendolo in fuga. Con l'inizio dell'Invasion da parte della ECW e della WCW, Undertaker diventò uno dei portabandiera della WWE e all'omonimo pay-per-view lottò in team con Steve Austin, Kurt Angle, Chris Jericho e Kane contro DDP, Booker T, i Dudley Boyz (Bubba Ray e D-Von) e Rhyno: il team WWF perse per colpa del tradimento di Austin, che diventò il leader della coalizione nemica, l'Alliance.
The Undertaker e Kane, accompagnati da Sara, conquistarono il WCW Tag Team Championship contro Sean O'Haire e Chuck Palumbo e a SummerSlam conquistarono in un tag team steel cage match anche il WWF Tag Team Championship contro DDP e Chris Kanyon, detenendo per un breve periodo entrambi i titoli prima di perderli rispettivamente contro i Dudley Boyz (WWF) a Raw e Booker T e Test a SmackDown!. A Survivor Series, Undertaker lottò nel "Winner Take All match" insieme a Jericho, Kane, The Rock e Big Show contro Booker T, Rob Van Dam, Steve Austin, Shane McMahon e Kurt Angle; Undertaker venne eliminato dopo una ventina di minuti, ma la WWF vinse il match mettendo fine all'invasione. A Vengeance, Undertaker si presentò con un nuovo look, da heel, e sconfisse Rob Van Dam per l'Hardcore Championship.

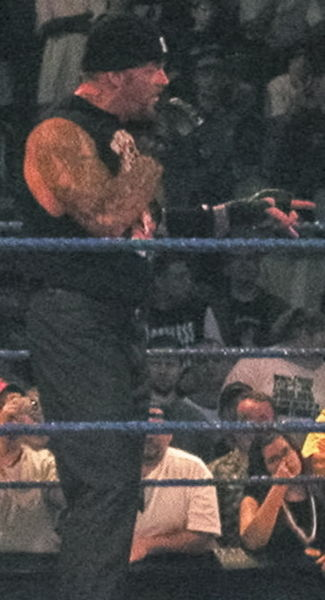
Undertaker durante il periodo Big Evil

Nel 2002, Undertaker partecipò alla Royal Rumble entrando per ottavo, ma venne eliminato dal debuttante Maven approfittando di una sua distrazione; successivamente Undertaker rientrò sul ring, eliminò Maven ed eseguì un pestaggio ai suoi danni. Dopo il pay-per-view, Undertaker venne deriso da The Rock e i due si affrontarono a No Way Out, dove Undertaker perse a causa dell'intervento di Ric Flair. Per vendetta, Undertaker mise in atto una serie di pestaggi nei confronti del figlio di Flair, David, nella palestra dove si allenava e arrivò a minacciare altri membri della sua famiglia (kayfabe) fino a quando Flair accettò la sfida. A WrestleMania X8, nonostante l'interferenza di Arn Anderson, Undertaker sconfisse Flair e ottenne la sua decima vittoria a WrestleMania.
Undertaker diventò primo sfidante all'Undisputed WWE Championship dopo aver sconfitto Steve Austin a Backlash; quella stessa sera interferì nel match tra Triple H e "Hollywood" Hulk Hogan, aiutando quest'ultimo a vincere il titolo. Undertaker sconfisse Hogan e divenne campione del mondo per la quarta volta a Judgment Day. Successivamente iniziò una breve faida con Triple H, bramoso di vendetta per aver perso il titolo a Backlash a causa di Undertaker: i due si affrontarono per il titolo a King of the Ring, dove Undertaker mantenne il titolo, Nell'episodio del 1 luglio di Raw, The Undertaker è tornato tra i preferiti dei fan dopo aver sconfitto Jeff Hardy in un ladder match e aver sollevato la mano di Hardy come segno di rispetto. Undertaker perse il titolo a Vengeance contro The Rock in un triple threat match che includeva anche Kurt Angle. Dopo aver sconfitto Test a SummerSlam, Undertaker iniziò una faida con l'Undisputed WWE Champion Brock Lesnar che culminò in un Hell in a Cell match tra i due a No Mercy, dove vinse Lesnar. Dopo il match, Calaway si prese un periodo di riposo dovuto a vari infortuni e alla nascita della figlia.
Nel 2003, Undertaker fece il suo ritorno alla Royal Rumble, dove venne eliminato da Lesnar come ultimo avversario. A WrestleMania XIX, The Undertaker sconfisse Big Show e A-Train in un handicap match: in realtà Undertaker avrebbe dovuto combattere in coppia con Nathan Jones, ma quest'ultimo venne aggredito dagli avversari prima del match; nonostante ciò, Jones aiutò Undertaker a vincere intervenendo verso la fine della contesa. Undertaker iniziò poi una faida con John Cena, poco rispettoso nei suoi confronti; i due si scontrarono a Vengeance, dove Undertaker vinse. A SummerSlam, Undertaker sconfisse A-Train e in seguito ricominciò la faida con Lesnar: i due si affrontarono per il WWE Championship a No Mercy in un Biker Chain match che ha visto l'interferenze decisiva di Mr. McMahon, che costò il titolo a Undertaker.
Nel novembre del 2003, il general manager di SmackDown!, Paul Heyman, decise che, se Undertaker avesse battuto Big Show e Brock Lesnar in un handicap match, avrebbe potuto decidere chi affrontare a Survivor Series: Undertaker vinse e decise di affrontare Mr. McMahon in un buried alive match, che Undertaker perse a causa dell'interferenza di Kane, per poi essere seppellito dallo stesso Kane.

#### Ritorno del "Deadman" e regni titolati (2004–2010)

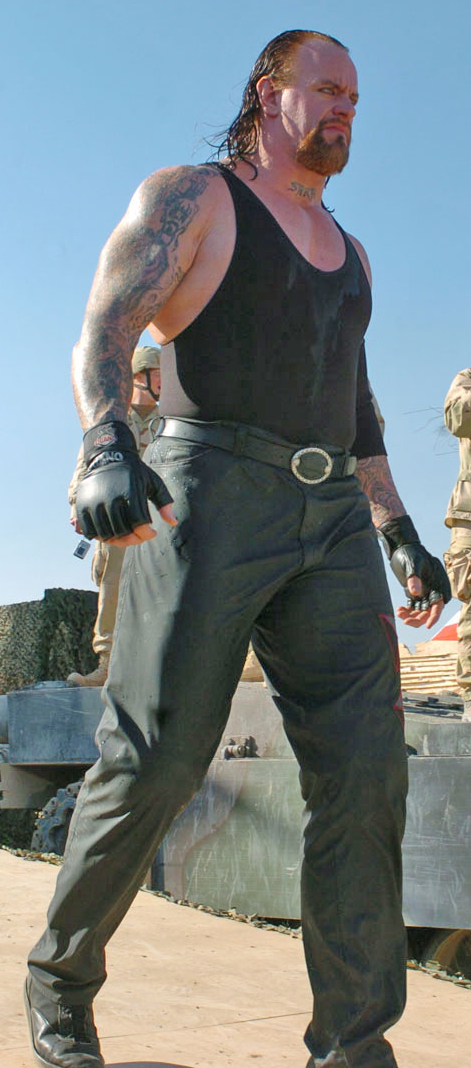
Undertaker fa il suo ingresso sul ring all'Iraq Xmas Gift

Nel 2004, iniziarono poi i segnali del ritorno al personaggio del "Deadman" quando minacciò Kane sin dalla Royal Rumble. La sfida avvenne a WrestleMania XX: dopo l'ingresso di Kane, le luci si spensero e il celeberrimo rintocco di campane risuonò nell'arena; Undertaker entrò circondato da druidi armati di fiaccole. Undertaker si aggiudicò rapidamente la contesa dopo una Tombstone Piledriver, mossa che inflisse anche a Paul Heyman nella puntata di SmackDown! successiva a WrestleMania. Undertaker si prese un periodo di riposo e ritornò dopo che Booker T dichiarò di essere il wrestler più forte di SmackDown!: Undertaker lo sfidò a Judgment Day vincendo. Heyman rapì allora Paul Bearer, manager di Undertaker, affermando che se lo voleva rivedere vivo sarebbe dovuto passare dalla sua parte. A The Great American Bash, affrontò i Dudley Boyz in un handicap match; se non avesse fatto la cosa giusta, il suo manager sarebbe stato seppellito da una colata di cemento: Undertaker vinse il match, ma quando Heyman cercò di abbassare la leva e condannare il manager di Undertaker, un fulmine colpì la leva facendo fuggire Heyman. Undertaker si avvicinò al suo manager e gli sussurrò: "I have not other choice... Rest in peace" ("Non ho altra scelta... Riposa in pace") e lo seppellì sotto la colata di cemento: Undertaker aveva deciso di eliminare Bearer, poiché era il suo unico punto debole.
Successivamente cominciò una faida con JBL per il WWE Championship, perdendo il primo match titolato per squalifica a SummerSlam. A No Mercy, in un Last Ride match, perse quando intervenne Heidenreich facendo svenire Undertaker con del cloroformio, richiudendolo nel carro e facendolo schiantare contro un muro. Nelle settimane successive si scoprì che Undertaker era rimasto cosciente e riuscì a uscire in tempo dalla macchina poco prima dell'impatto fatale (kayfabe). Undertaker iniziò una faida con Heidenreich e lo affrontò a Survivor Series, dove vinse. Dopo aver perso un fatal four-way match che includeva anche Booker T, Eddie Guerrero e il campione JBL (che mantenne il titolo) al pay-per-view Armageddon, a causa dell'interferenza di Heidereich, Undertaker riprese la faida con Heidenreich, che culminò alla Royal Rumble in un casket match con una vittoria. Ebbe poi una breve rivalità con Luther Reigns (che sconfisse a No Way Out) e Mark Jindrak.
Undertaker venne quindi sfidato dal "Legend Killer" Randy Orton a WrestleMania 21, dove vinse il match. Undertaker prese poi una pausa di due mesi per la nascita della sua seconda figlia; tornò a metà giugno 2005, iniziando una faida con Muhammad Hassan durante un match a SmackDown. Nell'edizione del 7 luglio, venne aggredito da alcuni uomini mascherati richiamati attraverso una preghiera da Hassan: l'evento generò molte polemiche, poiché nello stesso giorno, a Londra, vi era stato un attentato terrorista da parte di al-Qaida: il segmento, considerato il fatto che Hassan interpretava il personaggio di un musulmano praticante, fu ampiamente criticato; come conseguenza, dopo che Undertaker sconfisse Hassan a The Great American Bash, l'atleta fu rimosso dagli show, mentre Undertaker ottenne la title shot al titolo del mondo contro Batista. Nelle successive puntate durante un match contro JBL, Undertaker venne attaccato da Randy Orton che voleva vendicarsi della sconfitta subìta a WrestleMania; JBL vinse il match grazie ad Orton e la title shot che Undertaker aveva ottenuto a The Great American Bash passò a JBL. Taker ed Orton divennero protagonisti di un'agguerrita rivalità: a SummerSlam Undertaker venne sconfitto a causa dell'interferenza del padre di Randy, "Cowboy" Bob Orton, mentre a No Mercy, nel primo handicap casket match della storia, venne sconfitto dalla coppia composta da padre e figlio. La faida, durata quasi nove mesi, si concluse con un Hell in a Cell match ad Armageddon, dove Undertaker riuscì ad avere la meglio.
Dopo un periodo di pausa Undertaker, tornò nel gennaio 2006 alla Royal Rumble dove si confrontò con il World Heavyweight Champion Kurt Angle; i due si affrontarono per il titolo a No Way Out, dove prevalse Angle in maniera controversa: il campione schienò Undertaker mentre questi gli stava applicando una triangle choke. I due si sfidarono nuovamente due settimane dopo a SmackDown!: a causa dell'interferenza di Mark Henry, Undertaker vinse il match per squalifica, ma non il titolo. Undertaker sconfisse Henry a WrestleMania 22 in un Casket match, prolungando il record di 14 vittorie su 14 apparizioni a WrestleMania.

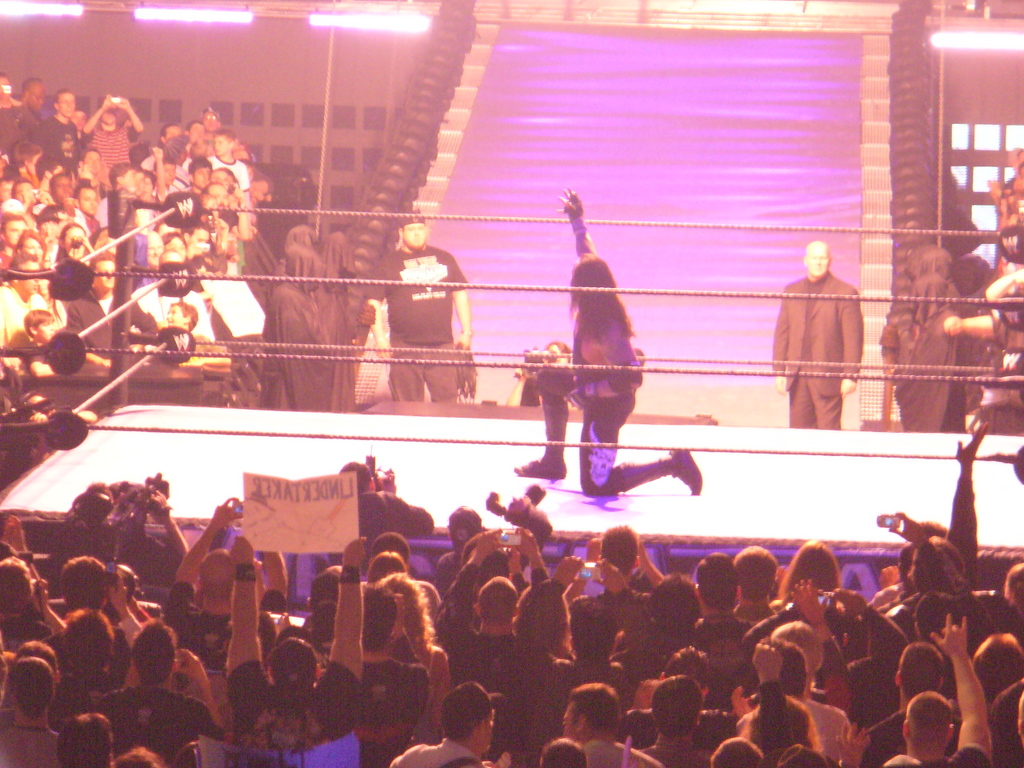
Undertaker festeggia la vittoria a WrestleMania 22

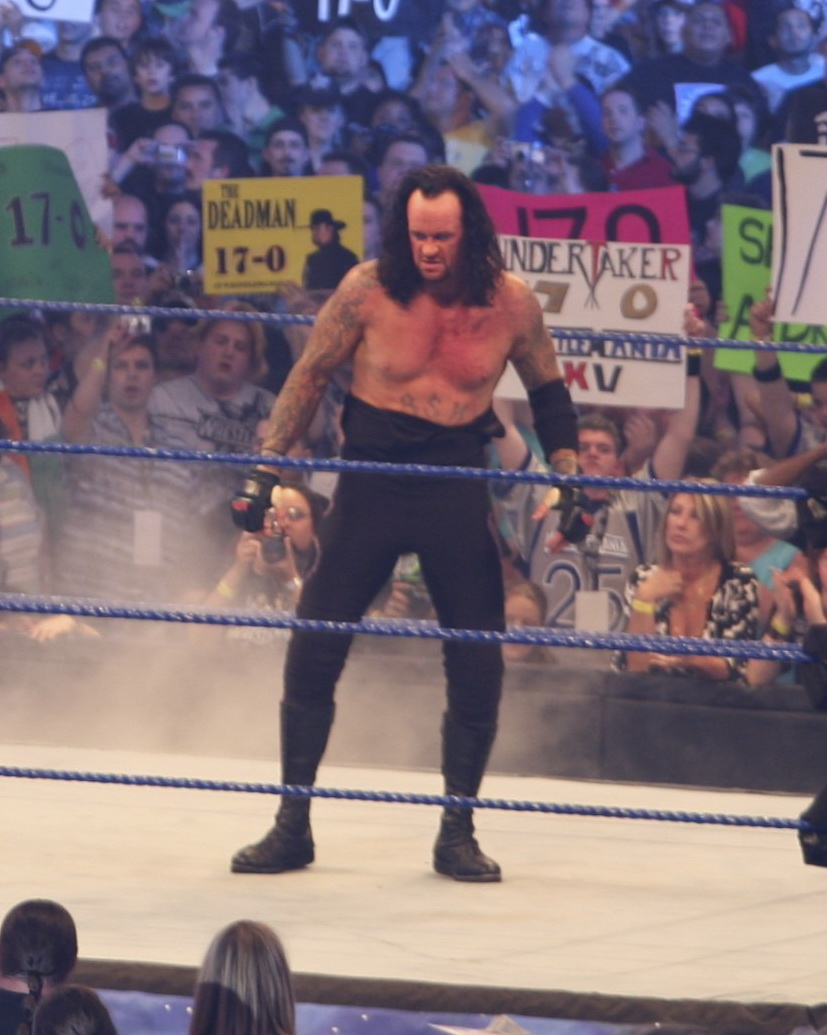
Undertaker dopo aver sconfitto Shawn Michaels a WrestleMania XXV

Nella puntata di SmackDownǃ successiva a WrestleMania, affrontò Henry in una rivincita ma il match ci concluse in no contest a causa dell'intervento di The Great Khali che fece il suo debutto attaccando Undertaker. La faida tra Undertaker e Great Khali culminò in diversi match: un match singolo a Judgment Day vinto da Khali e un Last Man Standing match (inizialmente previsto per SummerSlam e che invece si svolse a SmackDown pochi giorni prima del pay-per-view) vinto da Undertaker.
In seguito tornò per affrontare lo United States Champion Mr. Kennedy a No Mercy; Undertaker perse il match per squalifica dopo aver colpito Kennedy con il titolo. Nelle settimane successive, Undertaker e Kane si riunirono per affrontare Mr. Kennedy e Montel Vontavious Porter e li sconfissero dopo aver vinto per countout e squalifica. A Survivor Series, affrontò Mr. Kennedy in un First Blood match che Kennedy vinse grazie all'interferenza di MVP. Un secondo match tra Kennedy e Undertaker si tenne ad Armageddon nel quale Undertaker sconfisse Kennedy in un Last Ride match.

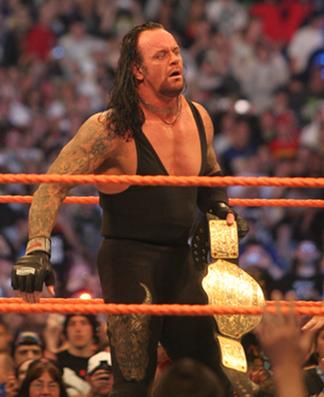
Undertaker dopo aver vinto per la seconda volta il World Heavyweight Championship a WrestleMania XXIV

Nel 2007 Undertaker vinse la Royal Rumble, evento svoltosi il 28 gennaio: Undertaker divenne il primo wrestler a vincere il Royal Rumble match con il numero 30. Nella puntata di Raw del 5 febbraio, scelse di sfidare il detentore del World Heavyweight Championship Batista a WrestleMania 23, dove vinse per la prima volta il World Heavyweight Championship, migliorando il suo record: 15 match vinti su 15 disputati a WrestleMania. Dopo aver mantenuto il titolo contro Batista a Backlash in un Last Man Standing match terminato in un pareggio e nella puntata di SmackDown! dell'8 maggio in uno steel cage match anch'esso terminato in parità, Edge sfruttò la valigetta del Money in the Bank (che aveva vinto contro Mr. Kennedy in un match singolo) e sconfisse Undertaker per il World Heavyweight Championship. Al termine del match Undertaker fu portato via dai suoi druidi; tutto ciò accadde perché Calaway aveva subìto un infortunio al tendine del bicipite, pertanto si è sottoposto a un'operazione ed è stato costretto a stare lontano dal ring per poco più di quattro mesi.
Il ritorno di Undertaker, previsto per settembre a Unforgiven, fu ampiamente pubblicizzato durante le puntate di SmackDown!. Nel match di rientro al pay-per-view, sconfisse Mark Henry mentre a Cyber Sunday fu sconfitto da Batista in un match per il World Heavyweight Championship con la presenza arbitrato dall'arbitro speciale Steve Austin (votato dal pubblico). A Survivor Series, perse un Hell in a Cell match contro Batista a causa dell'interferenza del rientrante Edge. Al pay-per-view Armageddon, prese parte al triple threat match per il World Heavyweight Championship che venne vinto da Edge.
Alla Royal Rumble, entrò con il numero uno ma venne eliminato da Shawn Michaels. A No Way Out, vinse l'Elimination Chamber match del proprio roster e ottenne un match per il World Heavyweight Championship a WrestleMania XXIV. A WrestleMania XXIV, conquistò per la seconda volta il World Heavyweight Championship contro Edge. Undertaker sconfisse nuovamente Edge in una rivincita a Backlash. Nella puntata di SmackDown del 2 maggio, la general manager Vickie Guerrero privò The Undertaker del titolo a causa dell presa di sottomissione utilizzata da Undertaker (gogoplata), rendendola illegale. A Judgment Day, sconfisse Edge per countout in un match valevole per il titolo vacante; data la modalità di vittoria, il titolo non gli è stato assegnato. A One Night Stand, perse un TLC match contro Edge per il titolo vacante a causa delle interferenze de La Familia (Chavo Guerrero, Curt Hawkins e Zack Ryder); data la stipulazione speciale del match, a causa della sconfitta Undertaker fu costretto ad abbandonare la WWE (kayfabe). Ciò è stato fatto non solo a causa di un infortunio subìto, ma anche per sistemare alcuni problemi familiari.
Nella puntata di SmackDown del 25 luglio, Vickie Guerrero reintegrò The Undertaker nel roster di SmackDown; Undertaker sconfisse Edge in un Hell in a Cell match a SummerSlam concludendo la faida. A Unforgiven, cominciò una faida con Big Show quando, dopo essersi lamentato con Vickie Guerrero, attaccò Undertaker. Ciò portò a un match a No Mercy, dove Undertaker perse per K.O. a causa di una combo di pugni di Big Show. I due si riaffrontarono in una rivincita a Cyber Sunday, dove Undertaker sconfisse Show in un Last Man Standing match. La faida tra i due si concluse a Survivor Series in un casket match vinto da Undertaker. La faida tra i due si concluse definitivamente nella puntata di SmackDown del 5 dicembre, dove Undertaker vinse in uno steel cage match.
Il 25 gennaio 2009, prese parte al royal rumble match entrando con il numero 16, ma fu eliminato illegalmente da Big Show. Undertaker perse anche l'Elimination Chamber match di No Way Out valido per il WWE Championship, venendo eliminato per ultimo da Triple H. A WrestleMania XXV, sconfisse Shawn Michaels portando la sua "Streak" sul 17-0.
The Undertaker fece il suo ritorno a SummerSlam attaccando il nuovo detentore del World Heavyweight Championship CM Punk proclamandosi il primo sfidante al titolo. Il match tra Undertaker e CM Punk ebbe luogo a Breaking Point in un Submission match: il match, inizialmente vinto da Undertaker, fu fatto ripartire poiché la Hell's Gate era ancora illegale; il match ripartì e si concluse in una replica dello "Screwjob di Montréal" quando Punk chiuse velocemente Undertaker nella sua mossa di sottomissione, l'Anaconda Vise, e l'arbitro decretò la fine del match nonostante Undertaker non avesse mai ceduto. Dopo che la Hell's Gate tornò ad essere legale, Undertaker ottenne la sua rivincita in un Hell in a Cell match a Hell in a Cell quando sconfisse CM Punk per il suo terzo World Heavyweight Championship. Dopo aver difeso il titolo in una rivincita a SmackDown contro Punk, a Bragging Rights Undertaker difese il titolo in un fatal four-way match che includeva anche Punk, Batista e Rey Mysterio. A Survivor Series, sconfisse Big Show e Chris Jericho in un triple threat match. A TLC, affrontò Batista in un Chairs match e vinse il match dopo che Theodore Long lo fece ripartire in seguito a un low blow di Batista.

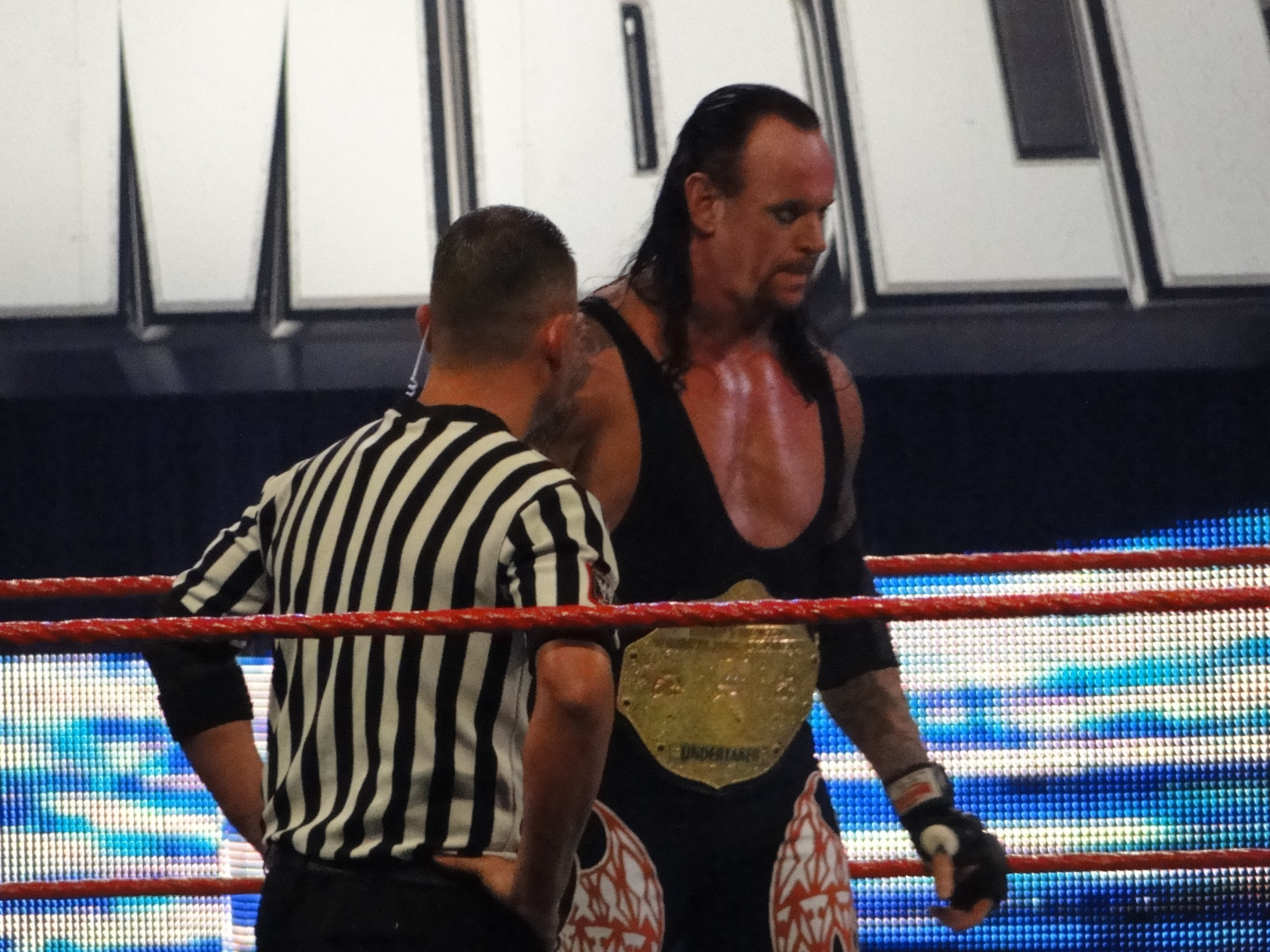
Undertaker fa il suo ingresso sul ring a Royal Rumble (2010)

Alla Royal Rumble, sconfisse Rey Mysterio e mantenne il World Heavyweight Championship, titolo che perse nell'Elimination Chamber match all'omonimo pay-per-view venendo eliminato per ultimo da Chris Jericho a causa all'interferenza di Shawn Michaels, desideroso di avere la sua rivincita dopo la sconfitta a WrestleMania dell'anno precedente. Nella puntata di Raw del 22 febbraio 2010, Undertaker accettò la richiesta di Michaels alla sola condizione che se avesse vinto Michaels sarebbe stato costretto a ritirarsi. A WrestleMania XXVI, sconfisse Michaels in uno "Streak vs. Career" No disqualification match, portando il suo record d'imbattibilità sul 18-0 e mettendo fine alla carriera di Michaels.
Dopo una breve pausa, tornò nella puntata di Raw del 19 aprile sconfiggendo l'allora World Heavyweight Champion Jack Swagger in un match non titolato. Nella puntata di SmackDown del 28 maggio, si qualificò come sfidante per il World Heavyweight Championship a Fatal 4-Way dopo aver sconfitto Rey Mysterio, ma in questo match si infortuna rompendosi l'osso orbitale e il naso. Nella puntata di SmackDown del 4 maggio, Kane annunciò di averlo trovato in stato vegetativo (kayfabe). The Undertaker fece il suo ritorno a SummerSlam uscendo dalla bara preparata da Kane per Rey Mysterio affermando che è stato Kane il suo aggressore; Undertaker tentò di vendicarsi attaccando Kane, ma subì invece una Tombstone Piledriver. A Night of Champions, fu sconfitto da Kane in un No Holds Barred match per il World Heavyweight Championship. Riaffiancatosi a Paul Bearer, Undertaker ottenne la sua rivincita in un Hell in a Cell match a Hell in a Cell ma fallì l'assalto al titolo a causa del tradimento di Bearer, schieratosi dalla parte di Kane. La faida tra Undertaker e Kane culminò in un Buried Alive match a Bragging Rights, dove Undertaker perse a causa dell'interferenza del Nexus; ciò è stato fatto per consentirgli di curare un problema ad una spalla.

#### Ultimi anni della Streak (2011–2014)

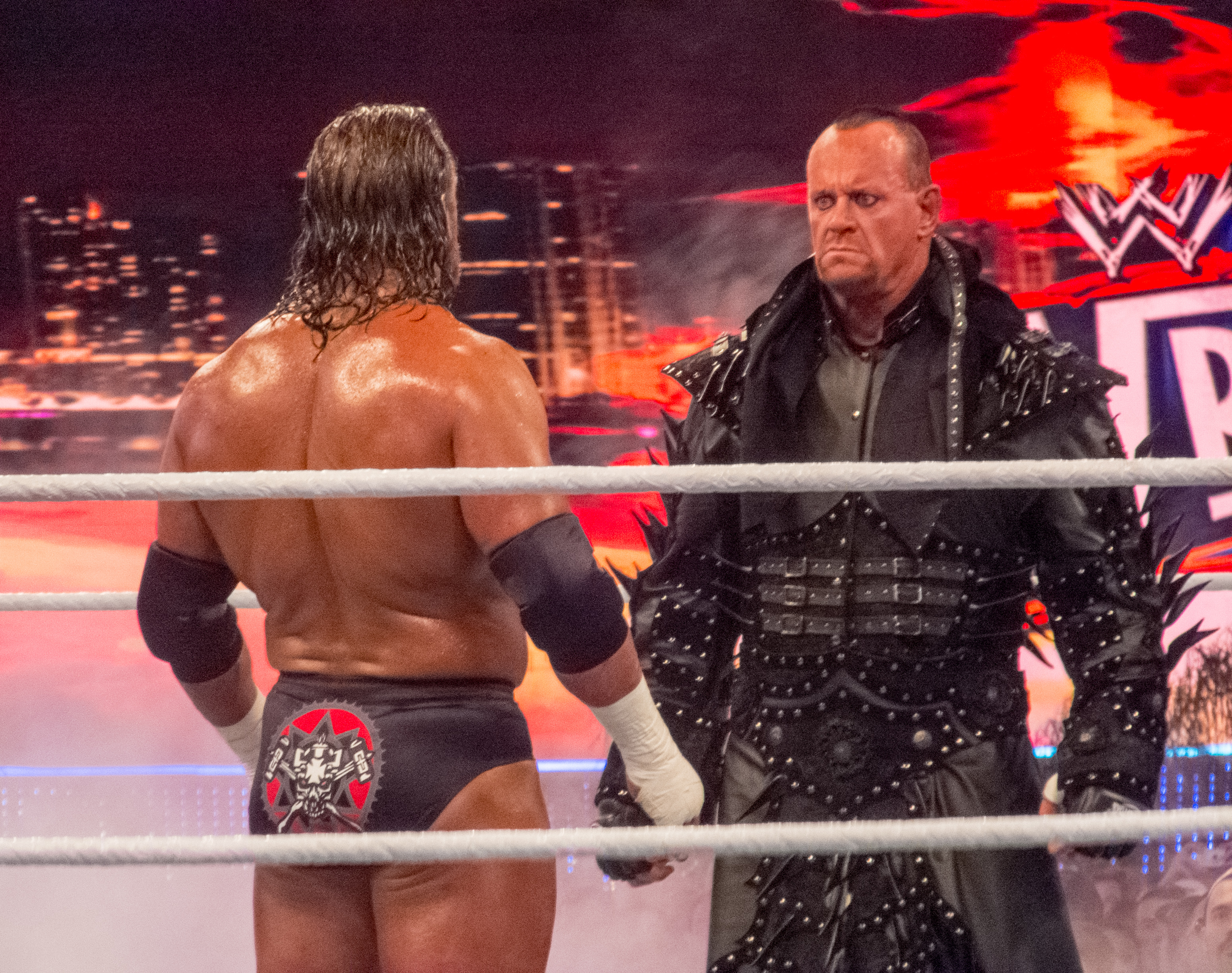
Il "faccia a faccia" tra Undertaker e Triple H a WrestleMania XXVIII

Dopo la Royal Rumble, furono mandati in onda dei video promozionali che mostravano The Undertaker entrare da una vecchia casa stile western in un deserto piovoso; ogni video si concludeva con la data "2-21-11" che veniva "bruciata" sullo schermo. Nella puntata di Raw del 21 febbraio 2011, The Undertaker ha fatto il suo ritorno, ma prima che potesse iniziare un discorso, anche Triple H tornò e i due ebbero un confronto che sancì un match tra i due a WrestleMania XXVII, in un'interazione che li vide confrontarsi senza alcuno scambio verbale o fisico; il match è stato poi ufficializzato come un No Holds Barred match. Nella puntata di Raw del 28 marzo, i due hanno avuto un ultimo confronto prima di WrestleMania con la presenza di Shawn Michaels che ha visto elogi, dimostrazioni di rispetto e conflitti. A WrestleMania XXVII, ha sconfitto Triple H per sottomissione lasciando tuttavia il ring su una barella a causa della durezza del match. Dopo il match si è preso un altro periodo di pausa per recuperare gli acciacchi di una lunga carriera.
Nella puntata di Raw del 30 gennaio 2012, è ritornato dopo dieci mesi di assenza per confrontarsi con Triple H. Nella puntata di Raw del 13 febbraio, Triple H ha rifiutato la sfida di The Undertaker per una rivincita a WrestleMania XXVIII. Dopo che The Undertaker lo ha accusato nella puntata di Raw del 20 febbraio di vivere nell'ombra di Shawn Michaels, Triple H ha accettato la sfida alla condizione che sarebbe stato un Hell in a Cell match; Michaels è stato poi inserito come arbitro nel match. A WrestleMania XXVIII, ha sconfitto Triple H. Al termine del match, Undertaker e Michaels hanno aiutato Triple H a uscire dal ring, per poi abbracciarsi.
Nel luglio del 2012, The Undertaker è apparso nel millesimo episodio di Raw il 23 luglio per aiutare Kane che stava per essere attaccato da Jinder Mahal, Curt Hawkins, Tyler Reks, Hunico, Camacho e Drew McIntyre.

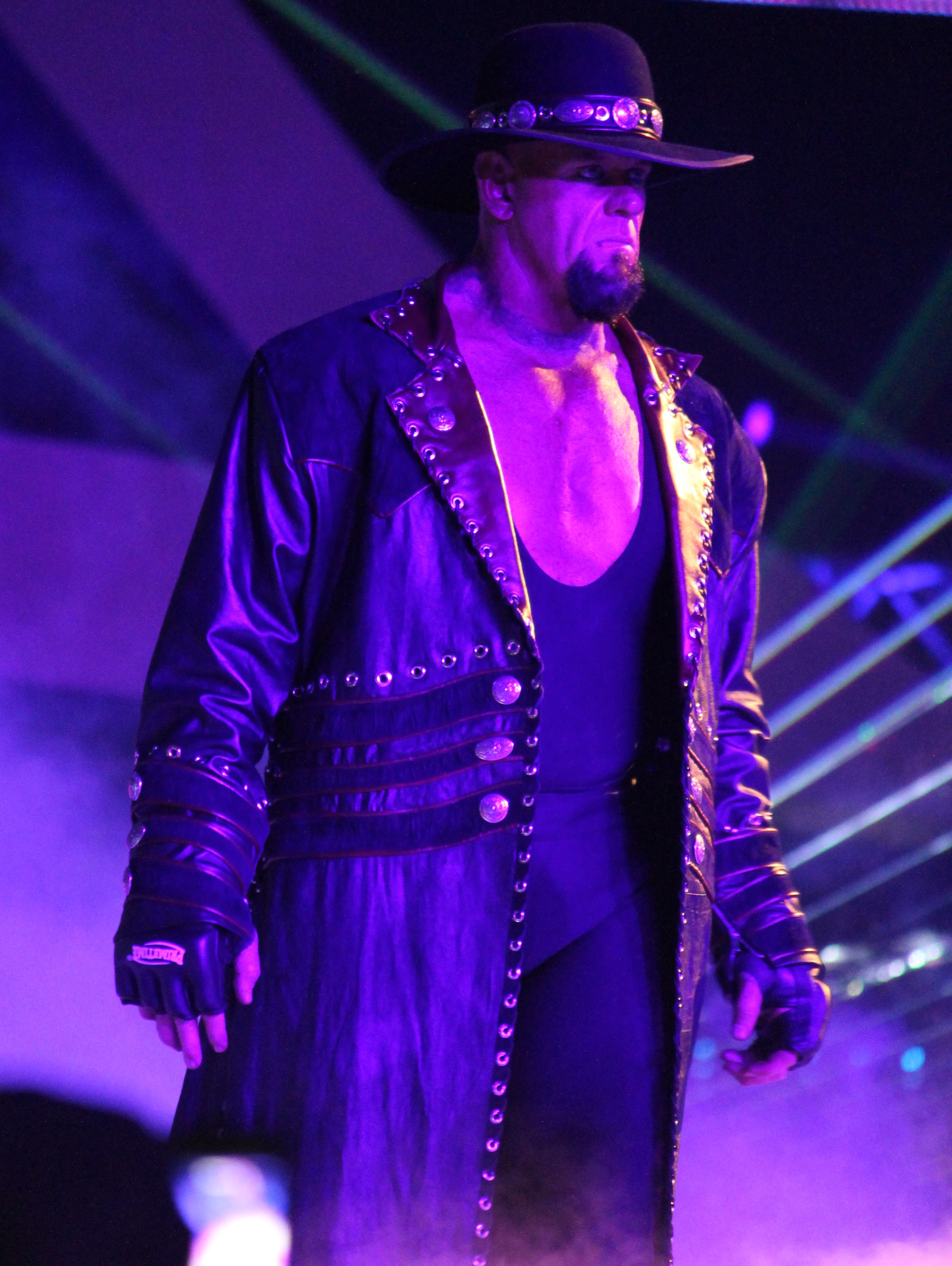
L'entrata di Undertaker a WrestleMania XXX

La successiva apparizione televisiva di The Undertaker è stata a Old School Raw il 4 marzo 2013, dove ha aperto lo show con la sua caratteristica entrata. CM Punk, Randy Orton, Big Show e Sheamus hanno combattuto in un fatal four-way match per determinare chi lo avrebbe affrontato a WrestleMania 29; Punk ha vinto il match e successivamente Undertaker ha fatto un'ulteriore apparizione per osservarlo da lontano. Dopo la reale morte di Paul Bearer il 5 marzo, è iniziata una storyline che ha visto Punk tormentare continuamente Undertaker attraverso ripetute mancanze di rispetto nei confronti di Bearer. Punk ha in seguito interrotto la cerimonia di tributo a Bearer da parte di Undertaker a Raw rubando la caratteristica urna e usandola in seguito per attaccare Kane. The Undertaker ha sconfitto Punk a WrestleMania 29. La notte seguente a Raw, Undertaker è salito sul ring per tributare il suo rispetto a Bearer ma è stato interrotto dallo Shield che ha provato ad attaccarlo prima che il Team Hell No (Kane e Daniel Bryan) arrivasse in suo soccorso. Il 22 aprile, Undertaker è tornato dopo tre anni a combattere a Raw sfidando insieme a Kane e Bryan lo Shield senza successo. Il 26 aprile, Undertaker è tornato a lottare anche a SmackDown dopo tre anni sconfiggendo Dean Ambrose; successivamente è stato attaccato dallo Shield che lo ha colpito con una Triple Powerbomb attraverso il tavolo dei commentatori.
Nella puntata di Raw del 24 febbraio 2014, è tornato per un confronto con Brock Lesnar e ha accettato la sua sfida per un match a WrestleMania, chiudendo il segmento colpendolo con una Chokeslam attraverso un tavolo al centro del ring. A WrestleMania XXX, Lesnar ha sconfitto The Undertaker per schienamento ponendo fine alla Streak in quello che è stato descritto come «il risultato più scioccante nella storia della WWE». Al termine del match, dopo essere svenuto nel backstage, Calaway è stato ricoverato in ospedale per una commozione cerebrale subìta da un suplex di Lesnar ad inizio match.
Nel dicembre 2014, in un'intervista fuori dal personaggio, Vince McMahon ha confermato che è stata sua la decisione finale di interrompere la Streak e che Calaway era rimasto inizialmente sorpreso per la decisione. I motivi per cui McMahon ha preso questa decisione sarebbero da ricercarsi nell'enorme affare generato per il prossimo evento di WrestleMania con Lesnar e che non c'erano altri possibili candidati per ricoprire tale ruolo. In un'intervista del 2016, Paul Heyman ipotizzò che Undertaker non fosse riuscito a rompere lo schienamento di Lesnar a causa dei colpi ricevuti, sebbene lo stesso Undertaker abbia poi confermato di aver interrotto la Streak di comune accordo con McMahon.

#### Ultime faide (2015–2020)

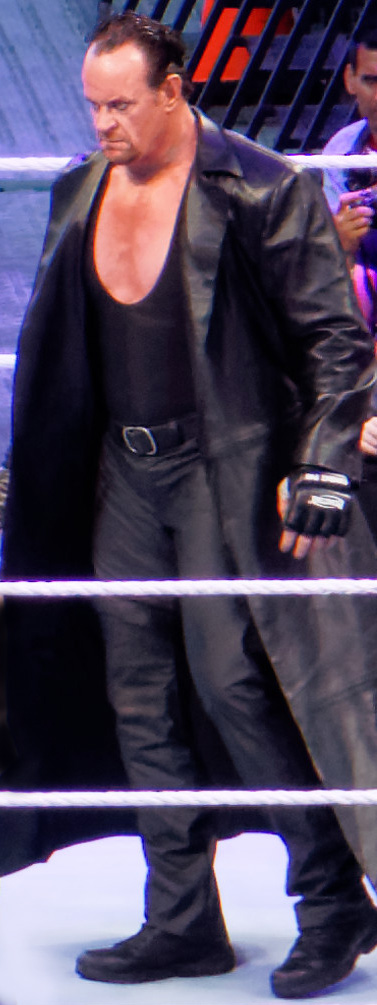
Il ritorno di Undertaker a WrestleMania 31 dopo la sconfitta dell'anno precedente

Nel febbraio 2015, Bray Wyatt ha cominciato a realizzare alcuni promo criptici che sono culminati a Fastlane, dove ha sfidato The Undertaker in un match a WrestleMania 31. The Undertaker ha accettato la sfida nella puntata di Raw del 9 marzo, con uno dei suoi giochi psicologici. All'evento, il 29 marzo, Undertaker ha sconfitto Wyatt, ottenendo la sua ventiduesima vittoria a WrestleMania.
Undertaker ha fatto il suo ritorno nel mese di luglio a Battleground, interrompendo il match per il WWE World Heavyweight Championship tra Seth Rollins e Brock Lesnar, attaccando Lesnar e causando la fine del match in no contest; in realtà, la notte dopo a Raw è stato specificato che l'incontro era terminato per squalifica a favore di Lesnar. Nella puntata di Raw del 20 luglio, Undertaker ha spiegato le sue azioni come vendetta, non tanto per aver perso la Streak contro Lesnar, piuttosto per il fatto che questi abbia costantemente permesso a Paul Heyman di vantarsene. Quella stessa notte, dopo una rissa proseguita per tutta l'arena con i due costretti ad essere separati, è stato annunciato che Undertaker avrebbe affrontato Lesnar in una rivincita di WrestleMania XXX nel main event di SummerSlam, dove Undertaker ha sconfitto Lesnar in un finale controverso: Undertaker aveva ceduto alla Kimura lock di Lesnar ed era stata fatta suonare la campanella per sancire la fine del match, ma l'arbitro, non avendo visto Undertaker cedere, ha permesso che l'incontro continuasse; non visto da quest'ultimo, Undertaker ha colpito Lesnar con un colpo basso, per poi intrappolarlo nella Hell's Gate e ottenendo la vittoria quando Lesnar è svenuto; si è trattata della prima vittoria televisiva per Undertaker in un match singolo contro Lesnar. A Hell in a Cell, The Undertaker è stato sconfitto da Lesnar in un Hell in a Cell match dopo che quest'ultimo lo ha colpito con un colpo basso e con una terza F-5; al termine dell'incontro ha ricevuto una standing ovation dal pubblico, venendo in seguito attaccato dalla Wyatt Family, che lo hanno portato via di peso. Nella puntata di Raw successiva, Bray Wyatt ha spiegato di voler "reclamare" lo spirito di The Undertaker e di non volersi fermare fino a quando non avrà raggiunto il suo obiettivo; quella stessa sera Kane ha interrotto Wyatt nel tentativo di vendicare il fratellastro per quanto accaduto la sera precedente, ma i Wyatt lo hanno attaccato per poi portarlo via di peso, così come avevano fatto con The Undertaker poco tempo prima. Nella puntata di Raw del 9 novembre, i Brothers of Destruction hanno fatto il loro ritorno e hanno attaccato la Wyatt Family: ciò ha portato a un match a Survivor Series, dove i Brothers of Destruction hanno sconfitto Bray Wyatt e Luke Harper nel giorno della celebrazione dei venticinque anni di carriera di Undertaker.
Nella puntata di Raw del 22 febbraio 2016, Mr. McMahon ha annunciato che, a WrestleMania 32, Undertaker avrebbe affrontato suo figlio Shane, tornato alla WWE per la prima volta dal 2009, in un hell in a cell match, con la stipulazione che, se Shane fosse riuscito a sconfiggere Undertaker, allora sarebbe diventato il proprietario assoluto di Raw. La settimana seguente, a Raw, Undertaker ha fatto il proprio ritorno ufficiale, afferrando per la gola Mr. McMahon e avvertendolo sulle conseguenze che Shane potrebbe riportare in un match contro di lui. Nelle settimane successive, si sono susseguiti scontri verbali tra Undertaker e i McMahon, che sono culminati con una rissa, nella quale il "Deadman" ha subìto il caratteristico Leap of Faith del giovane McMahon attraverso il tavolo dei commentatori. A WrestleMania 32, Undertaker ha sconfitto Shane con la Tombstone Piledriver portando a ventitré il totale di successi.
Il 15 novembre, Undertaker ha fatto il suo ritorno a SmackDown in occasione della novecentesima puntata, minacciando i cinque componenti del Team SmackDown (AJ Styles, Bray Wyatt, Dean Ambrose, Randy Orton e Shane McMahon), i quali se dovessero perdere contro gli avversari del Team Raw (Kevin Owens, Chris Jericho, Braun Strowman, Roman Reigns e Seth Rollins) all'incombente pay-per-view Survivor Series, allora dovranno avere paura di lui. Il 9 gennaio 2017 a Raw, Undertaker ha annunciato la sua partecipazione al Royal Rumble match dell'omonimo evento: il 29 gennaio all'Alamodome, entrato con il numero 29, viene eliminato da Reigns. Il 6 marzo a Raw, Undertaker ha iniziato un feud con Reigns: i due hanno avuto un confronto sul ring, al termine del quale l'ex membro dello Shield è stato steso con una Chokeslam. La settimana seguente è stato annunciato un match tra i due a WrestleMania. Il 2 aprile, a WrestleMania 33, Undertaker è stato battuto da Reigns in un No Holds Barred match; al termine dell'evento, la WWE ha riportato sul proprio sito numerosi messaggi di tributo da parte di altri lottatori.
Il 22 gennaio 2018, Undertaker ha fatto un'apparizione a Raw in occasione del suo venticinquesimo anniversario. Durante la Road to WrestleMania John Cena ha più volte provocato e sfidato Undertaker per un match a WrestleMania, senza tuttavia mai ottenere risposta alcuna; Undertaker appare proprio a WrestleMania 34, schienando Cena in poco meno di tre minuti in seguito a una Tombstone Piledriver. Il 27 aprile a Gedda, Arabia Saudita, Undertaker ha sconfitto Rusev in un Casket match durante il neonato evento Greatest Royal Rumble. Il 7 luglio Undertaker in coppia con Roman Reigns e Braun Strowman sconfiggono Baron Corbin, Elias e Kevin Owens al Madison Square Garden.
Il 16 giugno, è stato annunciato che Undertaker avrebbe affrontato Triple H nel pay-per-view Super Show-Down a Melbourne, in Australia, in un match ribattezzato come "Last Time Ever". Il 3 settembre, a Raw, Shawn Michaels ha effettuato un ritorno a sorpresa promuovendo l'incontro e venendo confrontato da Undertaker stesso. All'evento, il 6 ottobre, Undertaker, accompagnato da Kane, viene sconfitto da Triple H grazie all'interferenza di Shawn Michaels in un match senza squalifiche: a fine match Undertaker e Kane hanno attaccato Triple H e Michaels. Due giorni più tardi, a Raw, Michaels, al fianco di Triple H, ha annunciato la fine del suo ritiro dal wrestling lottato dopo 8 anni e la conseguente rinascita della D-Generation X, sfidando apertamente i Brothers of Destruction a Crown Jewel; di conseguenza, durante la millesima puntata di SmackDown del 16 dello stesso mese, Undertaker ha risposto alla sfida minacciando la coppia. Il 2 novembre al pay-per-view di Riad, Undertaker e Kane vengono sconfitti dalla D-Generation X. L'8 aprile 2019 The Phenom torna a Raw per fermare il rap di Elias e lo schiena con una tombstone piledriver. Il 31 maggio The Undertaker torna a Raw per provocare Goldberg in occasione del loro incontro a Super ShowDown, dicendo che prenderà la sua anima. Il 4 giugno ritorna a SmackDown per confrontarsi con Goldberg in occasione del loro incontro a Super ShowDown. Il 7 giugno, a Super ShowDown, Undertaker ha sconfitto Goldberg nel loro primo confronto. Il 24 giugno, in una puntata di Raw, il "Deadman" ritorna per salvare Roman Reigns da Drew McIntyre e Shane McMahon, mettendoli in fuga. Il 1 luglio Undertaker è tornato per accettare la sfida di McIntyre e Shane McMahon a Extreme Rules. Il 14 luglio, a Extreme Rules, Undertaker e Reigns hanno sconfitto Drew McIntyre e Shane McMahon in un No Holds Barred Tag Team match. The Undertaker, è tornato nella puntata di SmackDown del 10 settembre, dove è stato interrotto da Sami Zayn, e di tutta risposta il "Deadman" lo ha messo KO con una Chokeslam. Il 27 febbraio, a Super ShowDown, The Undertaker ha partecipato a sorpresa al Gauntlet match per il Tuwaiq Trophy eliminando per ultimo AJ Styles e vincendo la contesa.
Il 25 marzo 2020, a WrestleMania 36, nel corso del main event della prima serata, The Undertaker si è presentato con una fusione delle sue gimmick da motociclista e da "Deadman" per affrontare AJ Styles in un Boneyard match e lo ha sconfitto seppellendolo vivo..
Durante l'episodio finale del documentario The Last Ride, a lui dedicato, Calaway accennò al suo ritiro dichiarando che non aveva nulla da dimostrare dopo trent'anni e che non aveva voglia di salire di nuovo sul ring, non escludendo tuttavia la possibilità di tornarci in futuro. Il 22 novembre 2020, a Survivor Series, chiuse l'evento commemorando il trentesimo anniversario dal suo debutto in WWE, annunciando il ritiro.
Il 18 febbraio 2022, la WWE annunciò l'introduzione di Undertaker nella WWE Hall of Fame.

## Vita privata

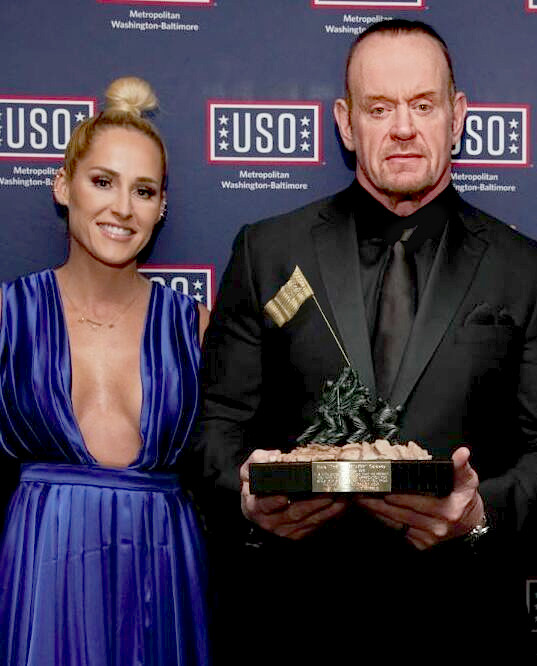
Calaway con la terza moglie Michelle McCool

Calaway si è sposato tre volte: il primo matrimonio, durato dal 1989 al 1999 fu con Jody Lynn, da cui nel 1993 ebbe un figlio, Gunner. La seconda moglie invece, dal 21 luglio 2000 al 2007, fu Sara Chirie Frank, da cui ha avuto due figlie, Chasey (nata il 21 novembre 2002) e Gracie (nata il 15 maggio 2005).
La terza e attuale moglie è l'ex diva Michelle McCool, con cui iniziò una relazione a fine 2007. I due convolarono a nozze il 26 giugno 2010 a Houston, in Texas. Il 1º agosto 2012, durante una sezione autografi nella Florida Championship Wrestling, la coppia annunciò di aspettare il loro primo figlio. Il 29 agosto seguente nacque Kaia Faith Calaway, la quarta figlia di Mark e la prima della coppia Calaway-McCool.
Calaway è anche un grande appassionato di pugilato, avendo assistito a numerosi incontri, e di arti marziali miste: durante il pay-per-view UFC 121 dell'ottobre 2010 ebbe anche un diverbio con l'allora artista marziale misto Brock Lesnar, al termine del suo incontro perso contro Cain Velasquez. La sua mossa di sottomissione, la Hell's Gate, è, inoltre, ispirata proprio da questo tipo di disciplina.

## Personaggio

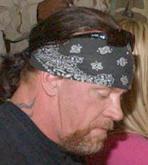
Undertaker con il personaggio dell'"American Bad Ass"

Simbolo di Undertaker

La gimmick di Undertaker presenta due identità opposte; la prima è il "Deadman", basata sul tema dell'horror, un non morto e un'entità macabra che attraverso tattiche intimidatorie e psicologiche terrorizza gli avversari. Il "Deadman" ha avuto diverse versioni. Il debutto televisivo, che avvenne a Survivor Series 1990, vide l'introduzione della sua prima versione: qui interpretava un impresario di pompe funebri del west, indossava un abito nero con accessori grigi ed era insensibile al dolore. Non molto tempo dopo cominciò ad essere accompagnato sul ring dal manager Paul Bearer che portava con sé un'urna funeraria contenente i suoi "poteri". A partire da SummerSlam 1994, cominciò ad apparire come un mistico, agghiacciante signore delle tenebre rappresentato da colori freddi, sostituendo il grigio con il viola e utilizzando la nebbia blu per la prima volta. A Survivor Series 1996, il "Deadman" si trasformò in un gotico signore delle tenebre.
Nel gennaio 1999, cominciò ad apparire come un sacerdote oscuro che compiva rituali di una stable chiamata The Ministry of Darkness. Dal maggio 2000 al novembre 2003, abbandonò il suo personaggio non morto per adottare la gimmick di un motociclista comunemente indicato come "The American Bad Ass". Tale gimmick si è conclusa a Survivor Series 2003, quando fu sepolto vivo da Kane. Undertaker tornò a WrestleMania XX per vendicarsi del fratellastro, ritornando al personaggio del "Deadman". Undertaker è collegato a varie specialità di match, tra cui il casket match, il bodybag match, il buried alive match, il last ride match e l'hell in a cell match, tipologia dove detiene inoltre il record sia di maggiori partecipazioni (14), sia di vittorie (7). Nel 1997, il personaggio di Undertaker fu abbellito da una drammatica vita personale precedente al suo arrivo alla WWF che ha migliorato la sua personalità con un retroscena della sua gioventù. Una parte fondamentale di questo retroscena è il fratellastro del personaggio, Kane, introdotto nello stesso anno, con cui ha avuto sia faide sia alleanze (formando un tag team chiamato The Brothers of Destruction).
La sua striscia di imbattibilità a WrestleMania divenne un punto cardine nelle sue ultime rivalità.

### Mosse finali
- Come Mark Callous

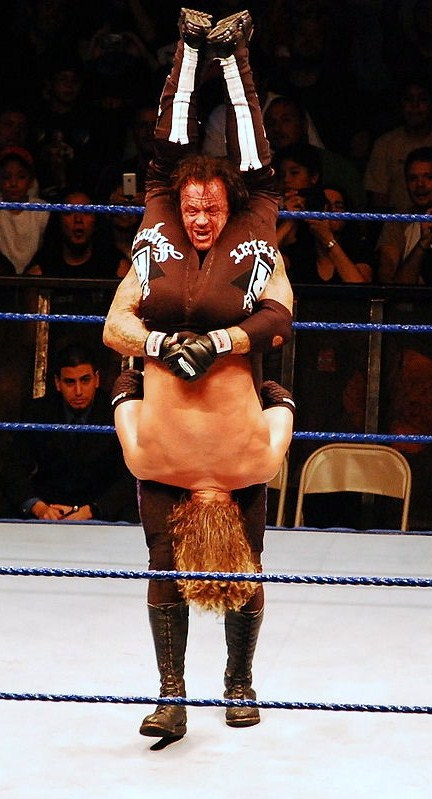
Undertaker esegue la Tombstone Piledriver su Edge

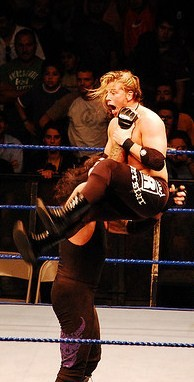
Undertaker esegue la Chokeslam su Edge

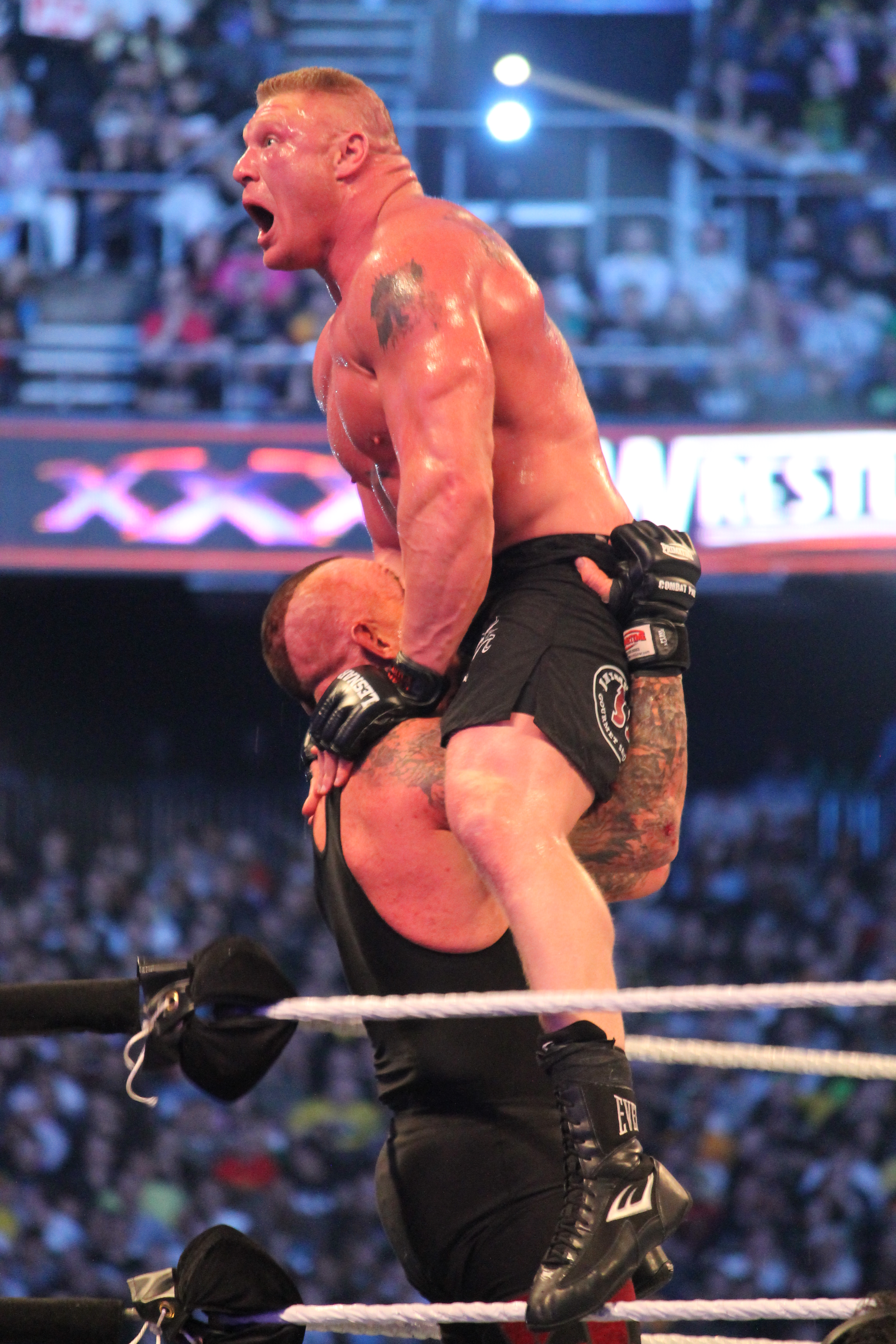
Undertaker si appresta ad eseguire la Last Ride su Brock Lesnar a WrestleMania XXX

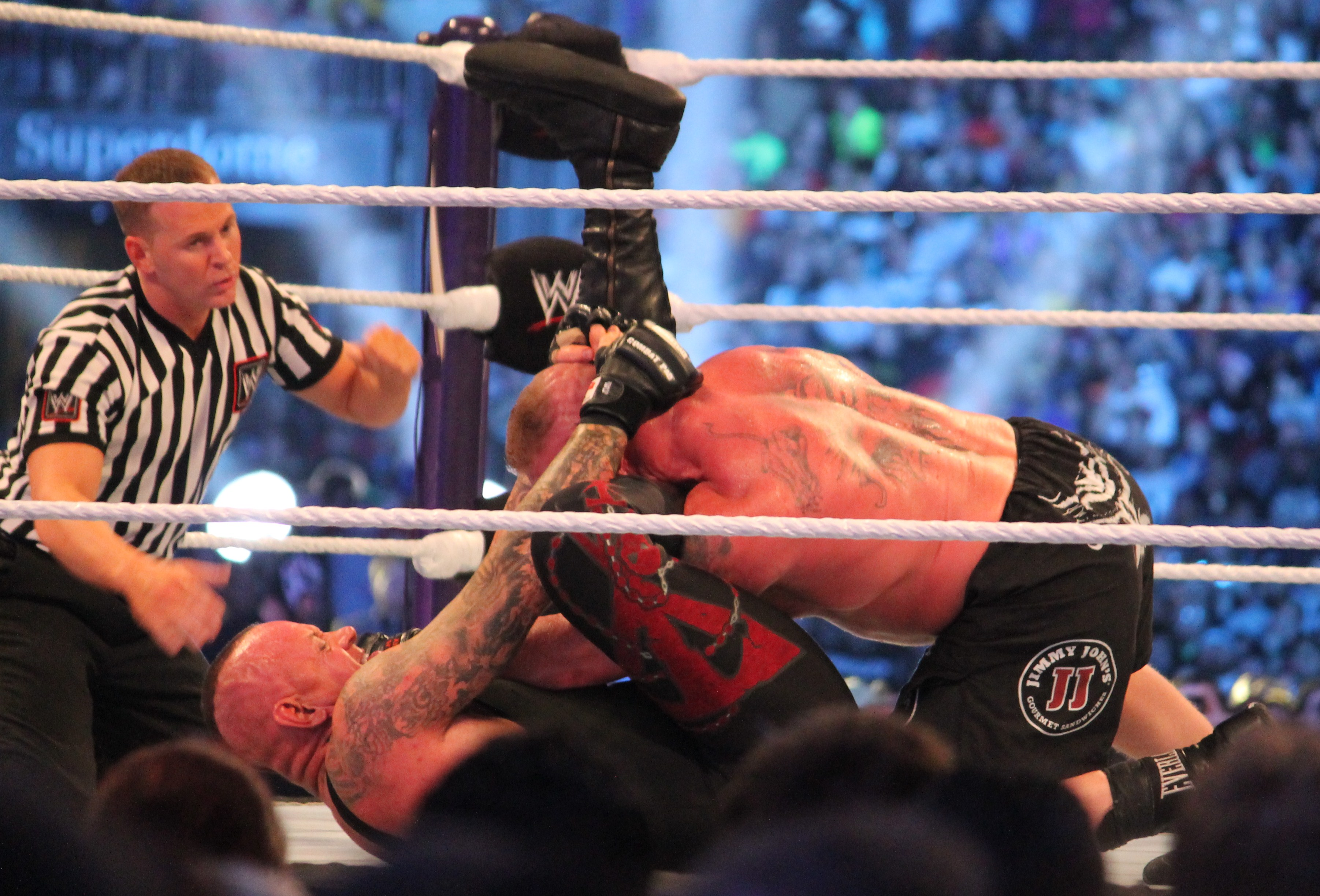
Undertaker applica la Hell's Gate su Lesnar a WrestleMania XXX

  - Callous Clutch/Iron Claw (One-handed clawhold)[2][302]
  - Flatliner Fist (Heart punch)[2][303]
  - Heatseeking Missile (Ropewalk diving elbow drop)[3][304]
- Come The Undertaker
  - Chokeslam[5][303][305]
  - Triangle choke – 2003–2006[2][303][305]
  - Devil's Triangle/Hell's Gate (Modified gogoplata) – dal 2008[5][303][305]
  - Last Ride (Elevated powerbomb) – dal 2000[5][303][305]
  - Tombstone Piledriver (Kneeling reverse piledriver), seguita da un "Rest in Peace" pin[5][303][305]

### Soprannomi
- "Big Evil"[1]
- "Booger Red"[306]
- "Texas Red"[307]
- "The American Bad Ass"[1]
- "The Baddest of Them All"[308]
- "The Best Pure Striker in WWE/Sports-Entertainment History"[5]
- "The Big Dog of the Yard"[309]
- "The Conscience of the WWE"[310]
- "The Cornerstone of the WWF/E"[5]
- "The Deadman"[5]
- "The Demon of Death Valley"[1]
- "The Grim Reaper of Lost Souls"[311]
- "The Indestructible Force"[312]
- "The Instrument of Destruction"[249]
- "The Last Outlaw"[5]
- "The Lord/Prince/Minister of Darkness"[1][313]
- "The Man From the Dark Side"[314]
- "The Man Who Cannot be Destroyed"[309]
- "The Master of Mind Games"[5]
- "The Phenom"[5]
- "The Red Devil"[1]
- "The Weaver of Nightmares"[315]

## Titoli e riconoscimenti
- Pro Wrestling Illustrated
  - Comeback of the Year (2015)[316][317]

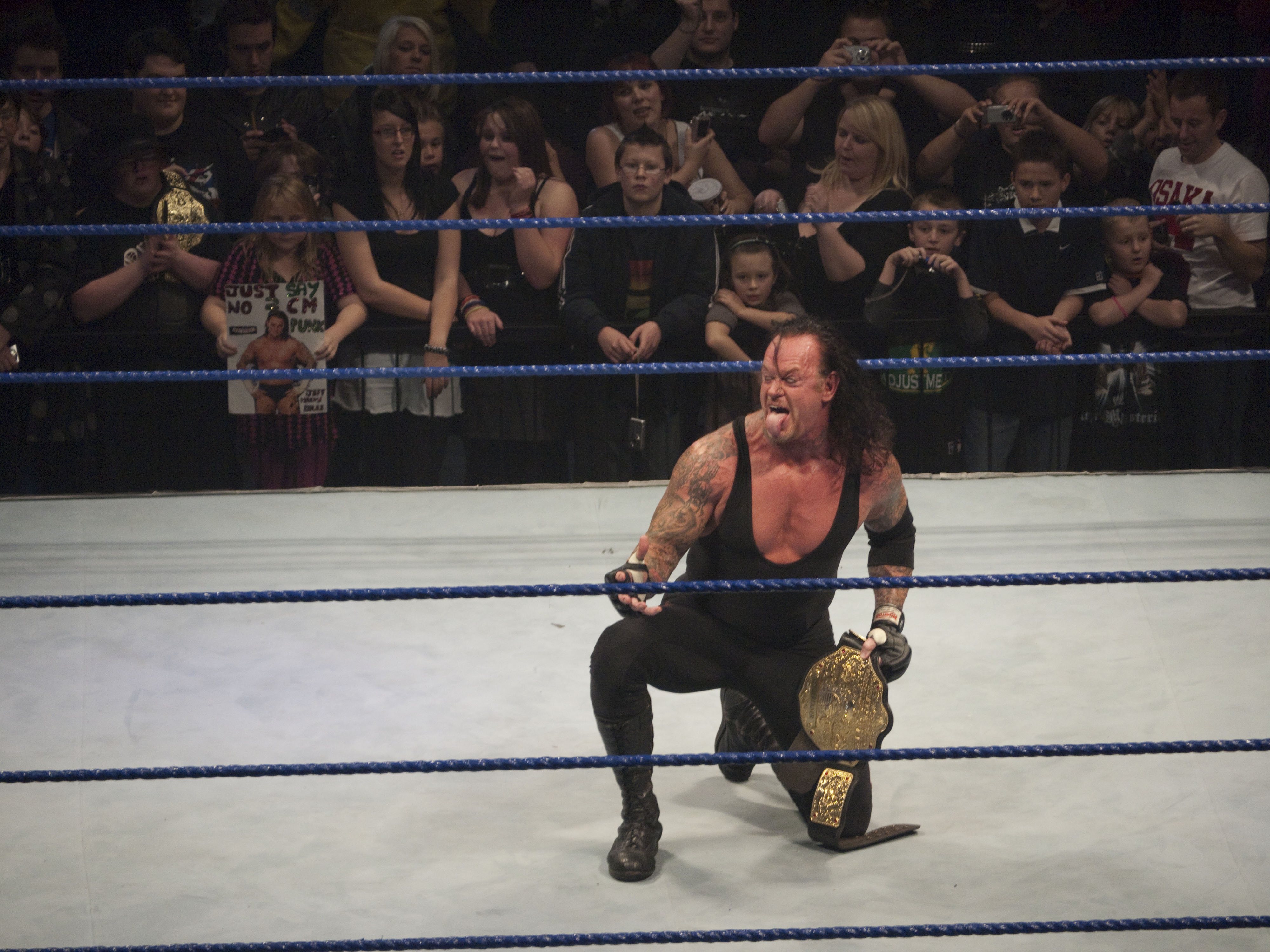
The Undertaker con il World Heavyweight Championship, titolo che ha vinto tre volte

  - Feud of the Year (1991) - vs. The Ultimate Warrior[316][318]
  - Feud of the Year (2015) vs. Brock Lesnar[316][317]
  - Match of the Year (1998) - vs. Mankind in un hell in a cell match a King of the Ring 1998[316][319]
  - Match of the Year (2009) - vs. Shawn Michaels a WrestleMania XXV[316][319]
  - Match of the Year (2010) - vs. Shawn Michaels a WrestleMania XXVI[316][319]
  - Match of the Year (2012) - vs. Triple H in un hell in a cell match a WrestleMania XXVIII[316][319]
  - 2º tra i 500 migliori wrestler singoli nella PWI 500 (2002)[320]
  - 21º tra i 500 migliori wrestler singoli nella PWI Years (2003)[321]
- United States Wrestling Association
  - USWA Unified World Heavyweight Championship (1)[322]
- World Class Wrestling Association
  - WCWA Texas Heavyweight Championship (1)[322]
- World Wrestling Federation/Entertainment
  - WWF Tag Team Championship (6)[323] – con Big Show (2), Kane (2), The Rock (1) e Steve Austin (1)
  - WWF Championship[324] (4)[42]
  - World Heavyweight Championship (3)[43]
  - WCW Tag Team Championship (1)[322] – con Kane
  - WWF Hardcore Championship (1)[322]
  - Royal Rumble (edizione 2007)
  - Tuwaiq Trophy di Super ShowDown 2020[276]
  - WWE Hall of Fame  (classe del 2022)[279]
  - Slammy Award (15)[325]
    - WWF's Greatest Hit (edizione 1996) - per aver risucchiato Diesel nell'abisso a In Your House 6: Rage in the Cage[326]
    - Star of the Highest Magnitude (edizione 1997)[327]
    - Best Tattoo (edizione 1997)[327]
    - Best Entrance Music (edizione 1997)[327]
    - Match of the Year (edizione 2009) - vs. Shawn Michaels a WrestleMania XXV[328]
    - Match of the Year (edizione 2010) - vs. Shawn Michaels a WrestleMania XXVI[329]
    - Match of the Year (edizione 2012) - vs. Triple H in un hell in a cell match a WrestleMania XXVIII[330]
    - Match of the Year (edizione 2015) - vs. Brock Lesnar in un hell in a cell match a Hell in a Cell[331]
    - Moment of the Year (edizione 2010) - vs. Shawn Michaels a WrestleMania XXVI[329]
    - Most Intimidating (edizione 1994)[332]
    - OMG Moment of the Year (edizione 2011) - per aver effettuato il kick out dopo una Tombstone Piledriver di Triple H a WrestleMania XXVII[333]
    - Rivalry of the Year (edizione 2015) - vs. Brock Lesnar[331]
    - Best Moment of the Year (edizione 2020) - per il suo ritiro a Survivor Series
    - Match of the Year (2020) - vs. AJ Styles in un boneyard match a WrestleMania 36
    - WWE Network Documentary of the Year (2020) Undertaker: The Last Ride

  - Bumpy Award (2)
    - Cinematic Match of the Half-Year (2020) - Boneyard match vs. AJ Styles a WrestleMania 36
    - Rivalry of the Half-Year (2020) - vs. AJ Styles
- Wrestling Observer Newsletter
  - 5 Star Match (1997) - vs. Shawn Michaels in un hell in a cell match a Badd Blood: In Your House[316][334]
  - Best Gimmick (1990, 1991, 1992, 1993, 1994)[316][334]
  - Best Heel (1991)[316][334]
  - Feud of the Year (2007) - vs. Batista[316][334]
  - Match of the Year (2009) - vs. Shawn Michaels a WrestleMania XXV[316][334]
  - Match of the Year (2010) - vs. Shawn Michaels a WrestleMania XXVI[316][334]
  - Most Overrated (2001)[316][334]
  - Readers' Least Favorite Wrestler (2001)[316][334]
  - Worst Feud of the Year (1993) - vs. Giant González[316][334]
  - Worst Worked Match of the Year (2001) - con Kane vs. KroniK ad Unforgiven[316][334]
  - Wrestling Observer Newsletter Hall of Fame (classe del 2004)[316][335]

## Record a WrestleMania
Detiene la striscia di vittorie più lunga a WrestleMania, pari a 21 incontri. Al ritiro nel 2020 il suo bilancio di vittorie e sconfitte in tale evento è di 25-2.

## Filmografia

### Cinema
- Cose dell'altro mondo (Suburban Commando), regia di Burt Kennedy (1991) – cameo[336]
- Beyond the Mat, regia di Barry W. Blaustein (1999) – cameo[337]
- In fuga da Undertaker, regia di Ben Simms (2021)

### Televisione
- Live! with Regis and Kathie Lee – talk show (1994)[338]
- Poltergeist – serie TV, episodi Brothers Keeper e Mephisto Strain (1999)[339]
- America's Most Wanted – reality show (2001)[340]
- Off the Record with Michael Landsberg – talk show (2002)[341]
- Jimmy Kimmel Live! – talk show (2003)[342]
- The Tonight Show Starring Jimmy Fallon – talk show (2015)[343]

### Doppiatore
- Downtown – serie animata, episodio The Con (1999)[344]
- Celebrity Deathmatch – serie animata, episodi 2x19, 3x13 (1999)[345]
- Dave il Barbaro (Dave the Barbarian) – serie animata, episodio Dave the Wrestler (2006)[346]
- I Flintstones e WWE - Botte da orbi! (The Flintstones & WWE: Stone Age SmackDown!), regia di Spike Brandt e Tony Cervone (2015)[347]
- Scooby-Doo! e WWE - La corsa dei mitici Wrestlers (Scooby-Doo! and WWE: Curse of the Speed Demon), regia di Brendon Vietti e Alan Burnett (2016)[348]
- Surf's Up 2 - Uniti per vincere (Surf's Up 2: WaveMania), regia di Henry Yu (2017)[349]

## Doppiatori italiani
Nelle versioni in italiano dei suoi film, Mark Calaway è stato doppiato da:
- Stefano Mondini in Scooby-Doo! e WWE - La corsa dei mitici Wrestlers
- Pietro Ubaldi in Surf's Up 2 - Uniti per vincere

## Documentari dedicati a The Undertaker
- Undertaker... his gravest matches! (1993)[350]
- The Face Of Fear... Undertaker (1994)[351]
- Undertaker: The Phenom (1998)[352]
- Undertaker: This is My Yard (2001)[353]
- Undertaker: He Buries Them Alive (2004)[354]
- Tombstone: The History of the Undertaker (2005)[355]
- Undertaker: 15-0 (2007)[356]
- Best of WWE Volume 4 - Undertaker (2010)[357]
- Best of WWE Volume 8 - Undertaker vs Batista (2010)[358]
- The Undertaker's Deadliest Matches (2010)[359]
- Undertaker 20-0: The Streak (2012)[360]
- Brothers Of Destruction - Greatest Matches (2014)[361]
- Undertaker: The Streak 21-1 (R.I.P. Edition) (2015)[362]
- Undertaker: The Last Ride - miniserie sul WWE Network - 6 puntate (2020)
- Brothers Of Destruction (2020)[363]

## Nei videogiochi
| Anno | Titolo                                 | Note                                |
| ---- | -------------------------------------- | ----------------------------------- |
| 1992 | WWF Super WrestleMania                 |                                     |
| 1992 | WWF WrestleMania: Steel Cage Challenge | In copertina                        |
| 1992 | WWF Superstars 2                       | In copertina                        |
| 1993 | WWF Royal Rumble                       | In copertina                        |
| 1993 | WWF King of the Ring                   |                                     |
| 1993 | WWF Rage in the Cage                   | In copertina                        |
| 1994 | WWF Raw                                | In copertina                        |
| 1995 | WWF WrestleMania: The Arcade Game      |                                     |
| 1996 | WWF In Your House                      |                                     |
| 1998 | WWF War Zone                           |                                     |
| 1999 | WWF Attitude                           | In copertina                        |
| 1999 | WWF WrestleMania 2000                  | In copertina                        |
| 2000 | WWF SmackDown!                         |                                     |
| 2000 | WWF Royal Rumble                       |                                     |
| 2000 | WWF No Mercy                           |                                     |
| 2000 | WWF SmackDown! 2: Know Your Role       | In copertina                        |
| 2001 | Fire Pro Wrestling                     |                                     |
| 2001 | WWF Betrayal                           |                                     |
| 2001 | WWF Road to WrestleMania               | In copertina                        |
| 2001 | WWF SmackDown! Just Bring It           |                                     |
| 2002 | WWE Raw                                | In copertina                        |
| 2002 | WWE WrestleMania X8                    |                                     |
| 2002 | WWE Road to WrestleMania X8            | In copertina                        |
| 2002 | WWE SmackDown! Shut Your Mouth         |                                     |
| 2003 | WWE Crush Hour                         |                                     |
| 2003 | WWE WrestleMania XIX                   |                                     |
| 2003 | WWE Raw 2                              |                                     |
| 2003 | WWE SmackDown! Here Comes the Pain     | In copertina                        |
| 2004 | WWE Day of Reckoning                   |                                     |
| 2004 | WWE Survivor Series                    | In copertina                        |
| 2004 | WWE SmackDown! vs. Raw                 |                                     |
| 2005 | WWE WrestleMania 21                    |                                     |
| 2005 | WWE Aftershock                         | In copertina                        |
| 2005 | WWE Day of Reckoning 2                 |                                     |
| 2005 | WWE SmackDown! vs. Raw 2006            |                                     |
| 2006 | WWE SmackDown vs. Raw 2007             |                                     |
| 2007 | WWE SmackDown vs. Raw 2008             | In copertina                        |
| 2008 | WWE SmackDown vs. Raw 2009             |                                     |
| 2009 | WWE Legends of WrestleMania            |                                     |
| 2009 | WWE SmackDown vs. Raw 2010             | In copertina                        |
| 2010 | WWE SmackDown vs. Raw 2011             | In copertina nella versione europea |
| 2011 | WWE All Stars                          |                                     |
| 2011 | WWE '12                                |                                     |
| 2012 | Abobo's Big Adventure                  |                                     |
| 2012 | WWE WrestleFest                        |                                     |
| 2012 | WWE '13                                |                                     |
| 2013 | WWE 2K14                               |                                     |
| 2014 | Family Guy: The Quest for Stuff        |                                     |
| 2014 | WWE SuperCard                          |                                     |
| 2014 | WWE 2K15                               |                                     |
| 2015 | WWE Immortals                          |                                     |
| 2015 | WWE 2K16                               |                                     |
| 2016 | WWE 2K17                               |                                     |
| 2017 | WWE: Champions                         | In copertina                        |
| 2017 | WWE 2K18                               |                                     |
| 2018 | WWE 2K19                               |                                     |
| 2018 | WWE WrestleMania: Steel Cage Challenge |                                     |
| 2019 | WWE 2K20                               |                                     |
| 2020 | WWE 2K Battlegrounds                   | In copertina                        |
| 2020 | The King of Fighters Allstar           |                                     |
| 2020 | World Of Tanks: SummerSlam             |                                     |
| 2022 | WWE 2K22                               |                                     |
| 2023 | WWE 2K23                               |                                     |
| 2024 | WWE 2K24                               |                                     |